# デルポイ
デルポイ（デルプォイ、デルフォイ、古希: Δελφοί、羅: Delphoi〈Dhelfí〉、デルフィ、デルファイ、英: Delphi、仏: Delphes）は、古代ギリシアのポーキス（古希: Φωκίς〈Phôkís〉、フォキス）地方にあった聖域。パルナッソス山麓に位置するデルポイは、全ギリシア世界のほぼ中心にあることから、古代ギリシアにおいて「世界のへそ（中心）」と信じられるとともに、ポイボス・アポローンの神殿で下される「デルポイの神託」（アポローンの神託）で知られた。
古代デルポイの遺跡は、1987年にユネスコの世界遺産（文化遺産）に登録されている。遺跡の西にはデルフィ（希: Δελφοί、英: Delphi、仏: Delphes）の名を持つ集落があり、同じく遺跡を含む自治体の名前にもなっている。

## 地理

デルポイの位置と古代ギリシアの主な聖域

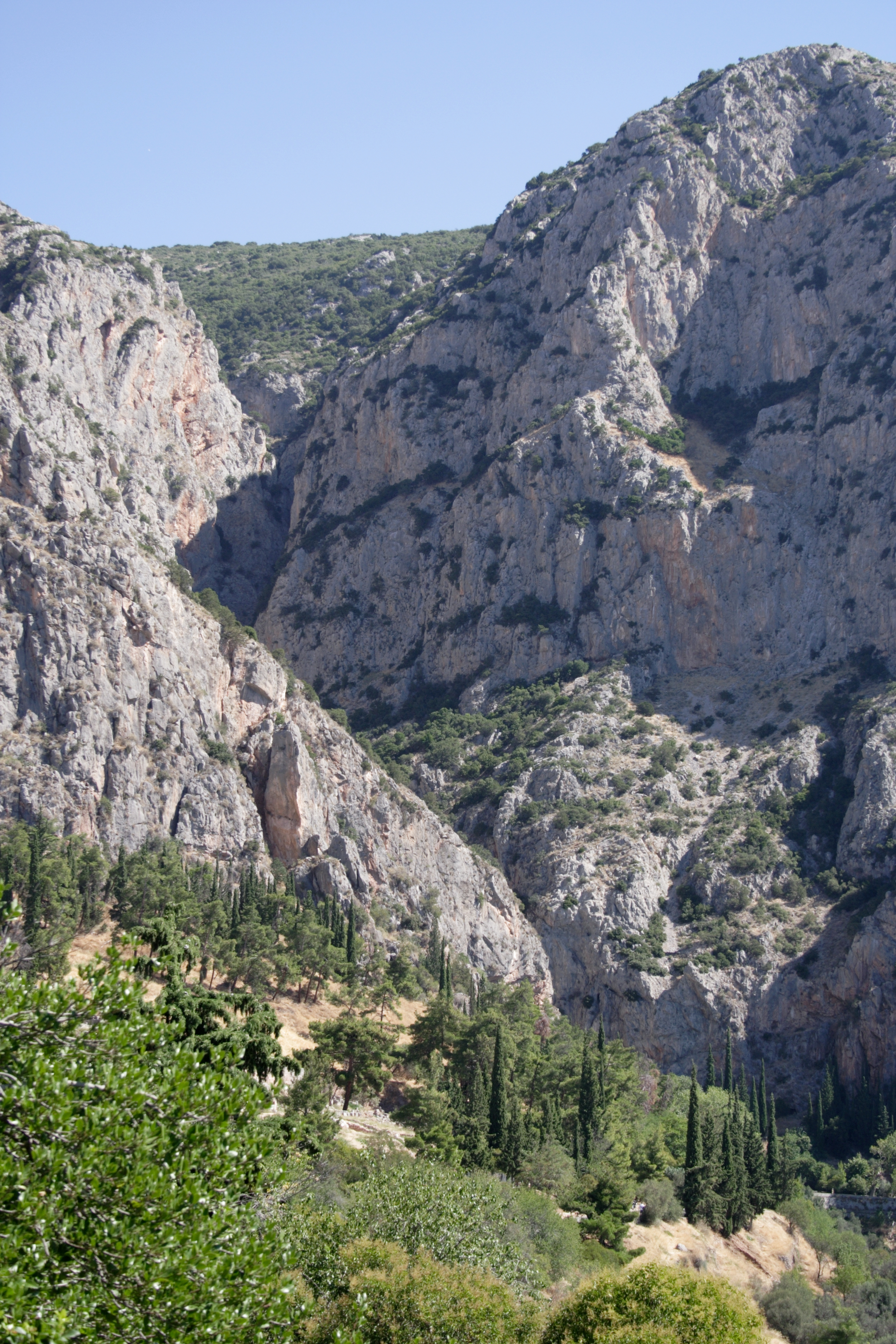
パイドリアデス

デルポイはパルナッソス山（標高2457m）の西南麓に位置し、ギリシアの首都アテネ（古名アテーナイ）から西北約120キロメートルの距離にある。アテネの西北約50キロメートルに位置するティヴァ（テーベ、古名テーバイ）の西北西約75キロメートルにあり、スパルティ（古名スパルタ）の北約157キロメートルに位置する。
コリントス湾（コリンティアコス湾）の北、中央ギリシアのフォキス（ポーキス）地方の高峰パルナッソス山の南麓西方にあるデルポイは、高さ300メートル (250-350m) の急峻なパイドリアデス（ファイドリアデス、「輝く岩」の意）の麓に位置する。海抜約550-600メートルにあり、パイドリアデスの山塊より、プレイストス川が渓谷を伝い、眼下のコリントス湾に注ぐ。山地であるが海岸にも近く、コリントス湾のキラ（古代港キッラ〈キルラ〉）付近の町イテアがおよそ10キロメートルの距離にある。かつてデルポイへの巡礼は、通常キラ（キッラ）から神域に向かう山道を上り参詣していた。
現代のデルフィの集落は、聖域上にあったカストリ（希: Καστρί、Kastri〈Kastro〉）と呼ばれた村を撤去し、発掘することから形成された。現在は遺跡保護のため、パルナッソス山の斜面やオリーブ畑一帯の建築は禁止されている。このデルフィと考古遺跡は、国道48号線沿いにある東の山地アラホヴァ（海抜約1000m〈968m〉）と西の海岸のイテアとの中間に位置する。

## 名称
デルポイは、かつてピュートー（古希: Πυθώ〈Pȳthō〉）と称された古代の聖域であり、神託を告げる女祭司ピューティアー（「ピュートーの女」の意）の所在する高台であった。この名称は、『ホメーロス風讃歌』の「アポローンへの讃歌」によれば、アポローンが「雪降るパルナッソスの麓のクリーサ（Crisa、「美しい泉」）」に神殿（神託所）を建てた際、そこに居た雌蛇（雌の竜）を射殺して、「朽ち果てよ」（ピューテスタイ〈ピュートー〉）と宣告したことに由来する。アポローンには「ピューティオス」（「ピュートーの」の意）の尊称（形容辞）が奉じられ、ピュートーの御神、アポローン・ピューティオス（「ピュートーのアポローン」）と呼ばれた。
シモーニデースはこの雌蛇を「ピュートーン」とするが、後に雌蛇（雌の竜）を「デルピュネー」あるいは雄蛇（雄の竜）「ピュートーン」として、もともとここで神託を下していた大地の女神ガイア（ゲー）とガイアの娘テミスを守護したとされる。デルポイの名称は、アポローンが倒したというこの「デルピュネー」に由来するといわれる。
「アポローンへの讃歌」は、アポローン崇拝を「デルピニオス」（「イルカ〈デルピス、delphis〉の」意）、祭壇（デルポイ）として「デルペイオス」（「デルポイの」の意）とも記す。また、イルカ（デルピス〈デルフィス〉）はアポローンが変身した姿とされるが、このデルポイの名称に関わるデルピスの語源は、「子宮」 (delphys) に関連するといわれる。後に、デルピス (Delphis) という語は「デルポイの女（アポローンの女祭司）」の意にも用いられている。

## 神話・伝説
ギリシア神話『ビブリオテーケー』によれば、ゼウスによる大洪水の際、プロメーテウスから事前に教えられたデウカリオーンと妻ピュラーは、箱船を造って乗り込み、洪水のなかを9日9夜漂い、やがてパルナッソス山塊に漂着した。そこで降雨を止めたゼウスは、残された2人に、大いなる母（大地）の骨（石岩）を肩越しに投げるよう告げた。そしてデウカリオーンの後ろに投げた石は男、ピュラーの投げた石は女になった。ギリシア人の先祖となったデウカリオーンとピュラーは、たどり着いた峰を下ると山腹南の輝く高い岩の麓に都市を創り定住したと伝わる。また、デウカリオーンとピュラーの長男ヘレーンの名から、ギリシア人はその子孫として「ヘレーネス（希: Έλληνες、羅: Hellenes）」と称した。
古代ギリシア人はデルポイを世界の中心と信じていた。ピンダロスによれば、ある時ゼウスが世界の両端から同時に放した2羽の鷲がデルポイで出会ったとされ、デルポイのオンパロス（オンファロス、「へそ」の意）として知られる聖石が据え置かれていた。この石はクロノスが子のゼウスが飲み込むのを母レアーが守ろうと、ゼウスの代わりに石を飲み込ませた後、吐き出した落下点とされる。また、デルポイはギリシアで最も知られた神託所であったが、アポローンがピュートーン（デルピュネー）を退治した際に、大地の「へそ」（裂け目）に投げ込み、そこから神託の霊感が得られるようになると宣言したともいわれる。

## デルポイの神託

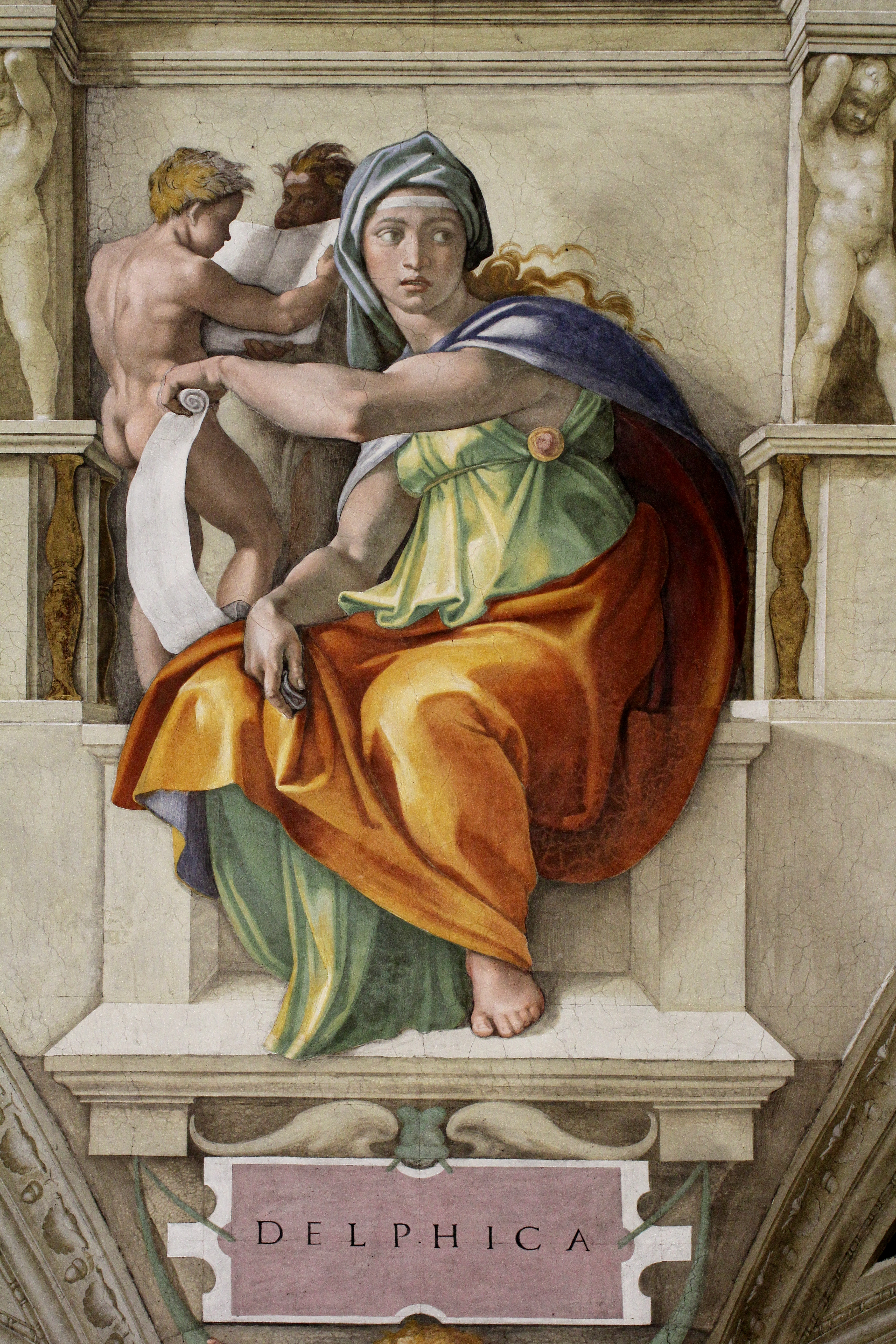
『デルポイの巫女』（ミケランジェロ作、システィーナ礼拝堂天井画、1508-1512年）

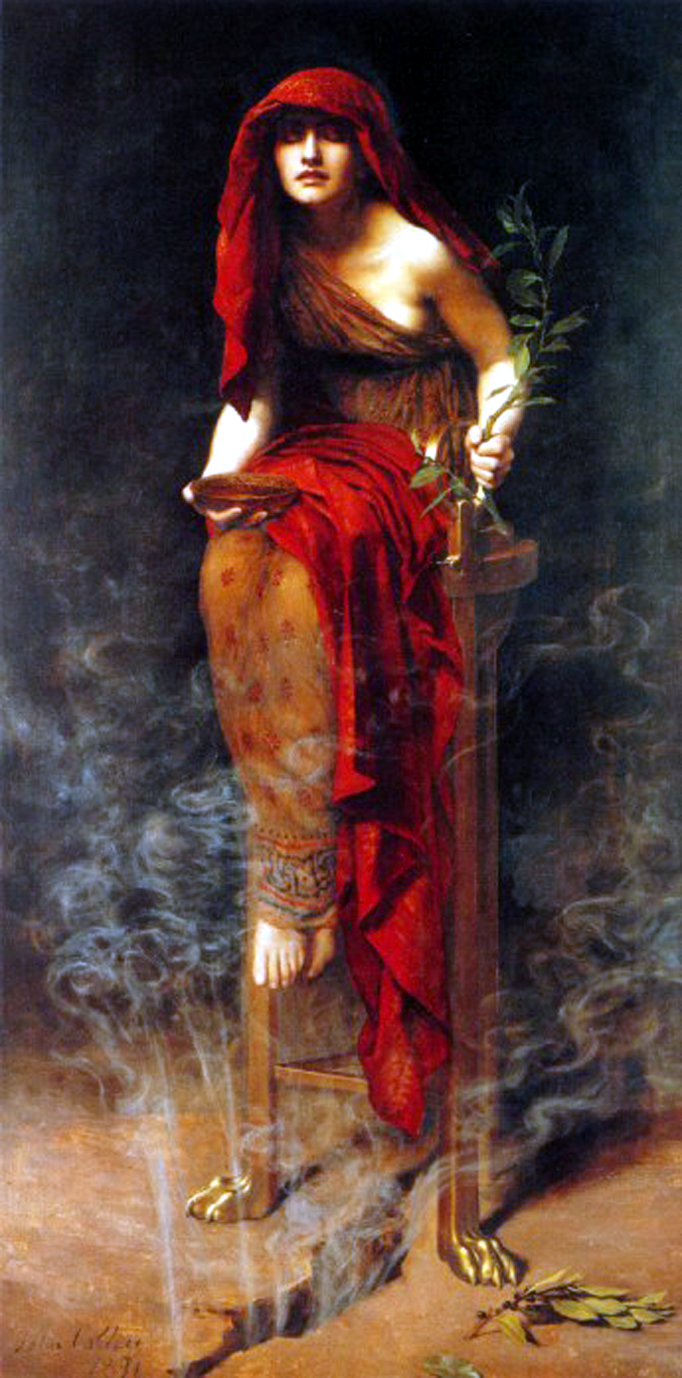
デルフィの巫女（ジョン・コリア作、1891年）

デルポイは、発掘調査より紀元前15世紀（紀元前1400年ごろ）にはすでに聖地であったことが知られる。ギリシア最古の神託所の1つであり、もともと大地の母神ガイアと娘テミス（紀元前2千年紀）、そしてポイベーの聖所であった。デルポイ（ピュートー）のアポローンの起源は、ミュケーナイ時代末期の紀元前12世紀までさかのぼり、アポローンの神託の始まりは紀元前9世紀ごろから遅くとも紀元前8世紀とされ、ホメーロスの叙事詩『オデュッセイア』（紀元前8世紀ごろ）にも記される。
アポローンは冬の間、はるか北方のヒュペルボレイオス人のもとを訪れることから、冬の3か月はアポローンの神託は得られなかった。アポローンの不在の間は、代わってディオニューソスが神域を支配していた。アポローンの神託は当初、春初旬の誕生日の7日にのみ行われたが、後に月に1度7の日になり、加えて特別な伺いも随時なされていたとみられる。
デルポイの神託はギリシア神話にも登場し、運命を左右する役割を演じる。デルポイの神託が登場する神話に、オイディプース伝説がある。この神話をもとにしたギリシア悲劇によれば、テーバイの先代王ラーイオスは、ピュートー（デルポイ）の神託所で、国を救うには子をもうけるなというアポローンの託宣を3度受けるが、これに背いて子のオイディプースに殺されることがまず示唆される。そしてオイディプースが、テーバイの疫禍を救う方法を知ろうとデルポイにクレオーンを派遣し、下された神託から先王ラーイオスを殺した犯人を討とうとするが、ラーイオスは実父で、殺害者はオイディプースであった。さらにオイディプースは、かつてデルポイの神託を受けた自身への宣告がすべてを果たされたことを知るに至る。
シシリアのディオドーロスが伝えるところによれば、大地の割れ目があった場所でヤギの異常に気づいた番人が、そこで神がかりの予言を始めたことから、大地女神の神託の場所となった。デルポイの神官を務めたプルタルコスによれば、最初に霊感を受けたのは牧人コレタスといわれる。そして神託を伺う多くの者が神がかり状態になって割れ目に飛び込むのを回避するため、巫女を選び、安全に霊感を受けるため大地の裂け目に3本の支えを持つ座台（三脚床几〈三脚鼎〉）を置いたという。巫女は、据えられた座台に座り、大地の裂け目からの霊気によって神がかり状態になって神託となる言葉を告げた。
神がかりになったデルポイの巫女（シビュレー〈シビュラー〉やピューティアー）によって告げられる託宣は、神官により謎めいた韻文詩の形に書き換えられた。その神官により完成した神託は、神意として古代ギリシア内外において尊重され、ポリスの政策決定にも影響を与えた。この神託の曖昧な言葉を解釈するためには、公的な「注釈家」を要した。一方で、要望により神託を勝手に改造または製造する神託編纂者（解説者）も存在した。また、時には人間関係、政治的暗躍、財政的援助によって、デルポイの神託を左右する一種の情報戦もなされたといわれる。
史実に関する有名なデルポイの神託の1つに、ヘーロドトスの『歴史』が伝えるペルシア戦争（紀元前499-449年）の際のアテーナイへの神託がある。アテーナイは、当初、滅亡を示唆する神託を受けて絶望したが、再び嘆願者を立てて、次のような神託を得た。
この「木の砦」を、かつて茨の垣を巡らしたアクロポリスと解して、籠城すれば無事であるとするものがあったが、テミストクレスは「木の砦」を船を指すものと解釈し、また「聖なるサラミース」をアテーナイ海軍の破滅の意とするなら「非情なるサラミース」であるはずと説いて、軍船（三段櫂船）を整備し、サラミースの海戦（紀元前480年）でペルシア軍を破った。
このギリシアの勝利により、あまたの奉納物がアポローンの神託所に献上されたが、その後、政治的地位の低下に伴い、デルポイの神託はその地位を失っていった。しかし、アレクサンドロス3世が遠征前にデルポイを訪れ、自身を「無敵なもの」といわせようとした逸話からも、少なくともこの時代までは影響力が保持されていたといわれる。その後、ローマ支配下の時代になると、ギリシア人でデルポイの神官を紀元後95-125年まで務めたカイローネイアのプルタルコスが、デルポイの神託の衰退を嘆き、『神託の衰微について』などの著作を残している。最後の神託は、362年、ユリアヌス（在位361-363年）の使者に対し、もはや泉は尽きたと告げたものであったといわれる。

## 格言

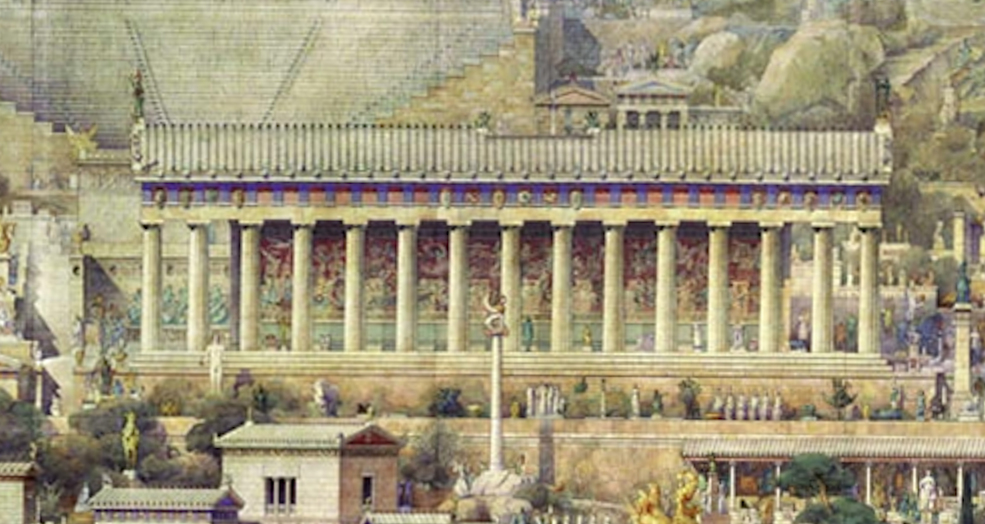
デルポイのアポローン神殿
（Albert Tournaire、1894年）

アポローン神殿の入口（内陣前廊〈プロナオス〉）には、ギリシア諸国の賢人（七賢人）により奉納されたという3つの格言（金言）が刻まれていたとされる。
「汝自身を知れ」
古希: Γνῶθι σεαυτόν (gnōthi seauton〈グノーティ・セアウトン〉)
「度を過ごすなかれ」
古希: Μηδὲν ἄγαν (mēden agan〈メーデン・アガン〉)
「何ごとにも、度を過ごすな」「過度は慎め」「過剰の中の無」（過ぎたるは及ばざるがごとし）
「保証、その傍らに破滅」
古希: Ἐγγύα πάρα δ᾽ ἄτη (engua para d' atē〈エンギュエー・パラ・ド・アーテー〉)
「保証はやがて、身の破滅」「保証、その脇に災難あり」「保証人とならば破滅は近きにあり」（誓約と破滅は紙一重）
また、ソークラテースの友人カイレポーンは、デルポイで「ソークラテース以上の賢者はいない」という神託を得た。その神託に疑問を持ったソークラテースは、当時賢者とされた人々を訪ねて回った。その結果、知っていると思っている人ばかりであることを見出し、「知らないと思っている」（無知の知）という点で自身のほうがわずかに賢いと思うに到ったことが、プラトーンの『ソークラテースの弁明』に記される。

## 遺跡

デルポイの考古遺跡（全域平面図）
A. アポローンの神域 B. スタディオン C. カスタリアの泉 D. ギュムナシオン E. アテーナー・プロナイアの神域 F. 考古学博物館 G. デルフィ（現代の町）へ

デルポイの遺跡は、アポローン神殿を中心とする神域と劇場（テアトロン）、スタディオン、カスタリアの泉、ギュムナシオン、それにアテーナー・プロナイアの神域からなる。

### アポローンの神域

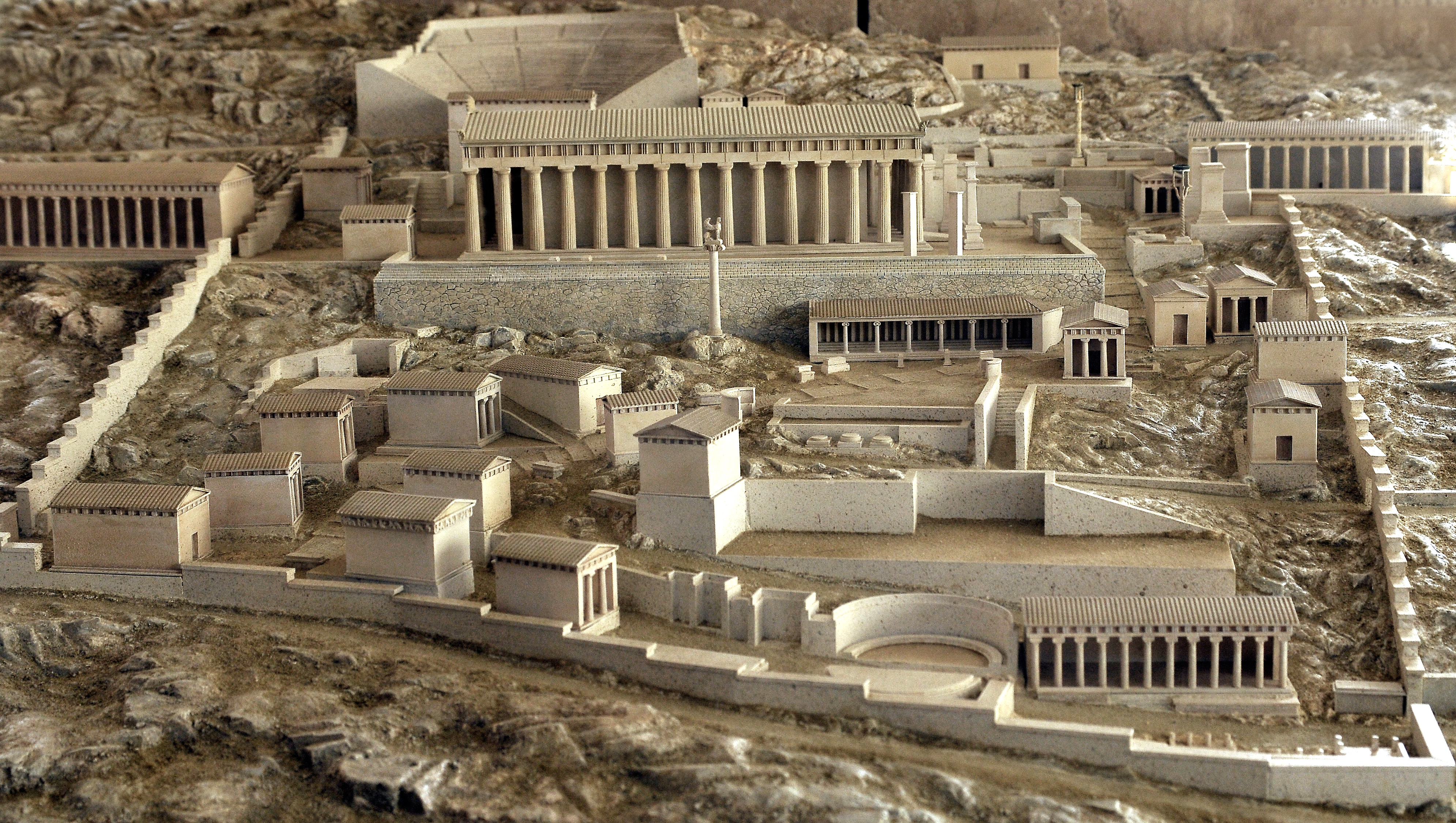
アポローンの神域の復元立体模型
（デルフィ考古学博物館）

アポローンの神域（平面図）
アルカイック期（紀元前8-前6世紀）
古典期（紀元前5-前4世紀）
ヘレニズム時代（紀元前3-前1世紀）
ローマ（支配）時代（紀元前1世紀-）
----
1. アポローン神殿 2. キオス人の祭壇（アポローンの祭壇）3. ハロース 4. ブーレウテーリオン 5. プリュタネイオン 6. 劇場 7. 宝庫 8. ガイア（ガイアとテミス）の神域 9. ネオプトレモスの聖所 10. クニドス人のレスケー 11. アテーナイ人の柱廊 12. アッタロスの柱廊 13. アイトーリア人の柱廊（西柱廊） 14. アテーナイ人の宝庫 15. シプノス人の宝庫 16. シキュオーン人の宝庫 17. アイオリス人の宝庫 18. ボイオーティア人の宝庫 19. クニドス人の宝庫 20. コリントス人の宝庫 21. キューレーネー人の宝庫 22. メガラ人の宝庫 23. ポティダイア人の宝庫 24. テーバイ人の宝庫 25. シビュレーの岩 26. プルシアス2世の記念柱 27. アエミリウス・パウルスの記念柱 28. ナクソス人のスピンクス柱 29. プラタイアの蛇の柱 30. ダオコスの奉納群像 31. クラテロスの奉納物 32. ロドス人の戦車 33. アルゴス王族のエクセドラ 34. エピゴノイのエクセドラ 35. タレントゥム人の奉納群像 36. アルゴス人・アテーナイ人・スパルタ人・アルカディア人の奉納群像 37. ケルキューラ人の牡牛 38. 城壁（聖域壁） 39. ローマ時代のアゴラ 40. 聖道 41. スタディオンへ

紀元前10-8世紀ごろのアポローンの神域は、囲壁もなく質素であったが、紀元前8世紀のうちにデルポイの神託の名声が高まり、ギリシアの中心として政治的影響力が強まると、紀元前7世紀初頭には囲壁（ペリボロス）が巡らされ、聖域は神聖で不可侵な場所として切り離された。神域の城壁は、東西128メートル（南壁約130m）、南北183メートル（東壁200m未満、西壁150m）で、神域の斜面に連なる段丘（テラス）を聖道が屈曲しながら巡る。
アポローンの神域には、ギリシアの諸ポリスや古代オリエント諸王国の奉納群像や記念物のほか、有力な都市国家の宝庫（トレジャリー）が築かれていた。また、遺跡の発掘により、何千もの碑文が発見され、今日、ほとんどが解読されている。

#### アポローン神殿

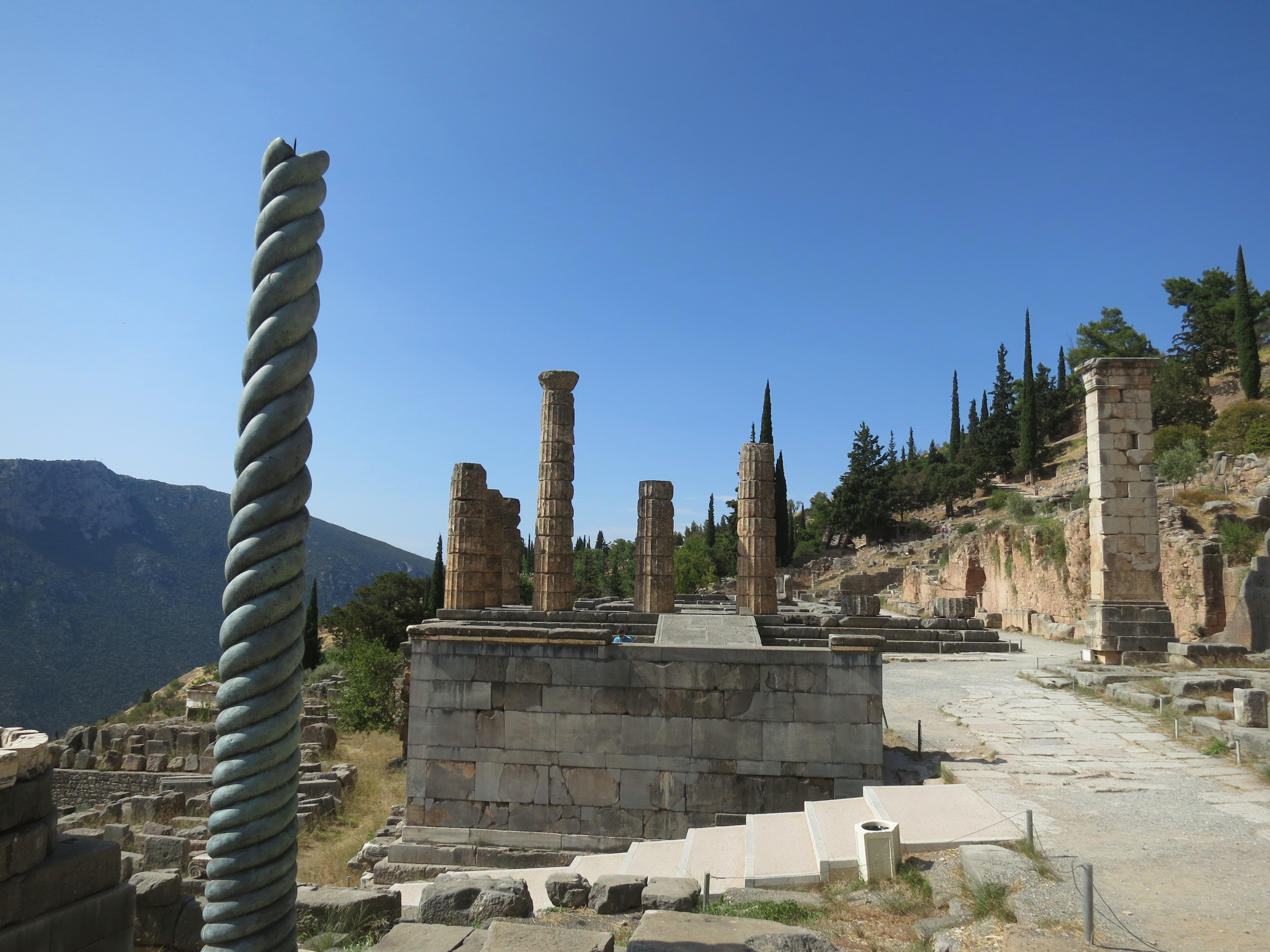
キオス人の祭壇（中央）、プルシアス2世の記念柱（右）、蛇の柱のレプリカ（左）

パウサニアースの『ギリシア案内記』（古希: Ἑλλάδος Περιήγησις）によれば、最初はテンペ渓谷のゲッケイジュ（月桂樹、古希: δάφνη、ダプネー）の枝で造られた山小屋のようなもので、次いで2番目にはミツバチの蜜蝋と羽（翅）で造られたといわれる。3番目の神殿は青銅で建てられ、ヘーパイストスによるものとも伝えられる。そして4番目はトロポーニオスとアガメーデースが建てた石造の神殿であったと伝えられる。これらは単なる空想によるものではなく、神格化されるものの、他所で発見された建築物との関連性などから、実際にあった構造物を表現したものとも捉えられている。ただし発掘調査によれば、神託授与が始まった紀元前8世紀ごろの神殿は木造とされる。
石造による最初のアポローン神殿は、アルカイック期、紀元前650年ごろに建てられたが、この神殿は紀元前548年に焼失し、紀元前6世紀末（前510年ごろ完成）にアテーナイの亡命貴族アルクマイオーン家の手により再建された。しかし、これも紀元前373年に地震により倒壊したため、紀元前370年ごろには神殿の再建に向け隣保同盟の加盟国から寄付を募り、紀元前369年ないし紀元前366年より着工したが、第三次神聖戦争（紀元前356-346年）により進まず、紀元前329年に本体が完成した。最初の建築家（棟梁）はコリントスのスピンタロスで、死後、紀元前353年春よりクセノドロス、その死後、紀元前343年よりアガトンに引き継がれていた。その後、神殿が最終的に完成したのは紀元前3世紀ごろであった。現在見られるアポローン神殿の遺構は、この第3次石造神殿である。

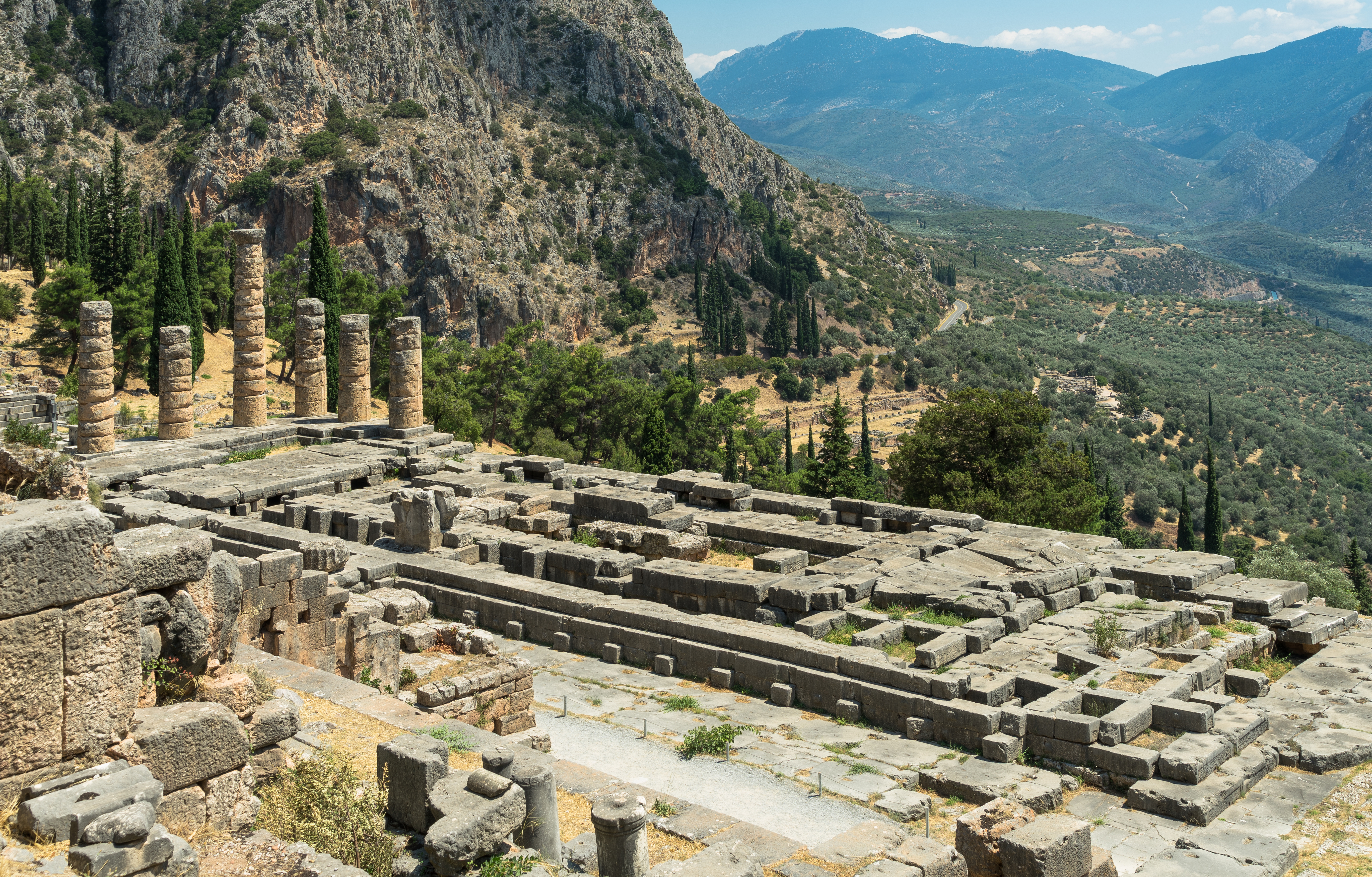
アポローン神殿の遺構

長径60.3メートル、短径23.8メートルの周柱式（周翼式、ペリプテロス式）神殿で、長辺15本、短辺6本の太いドーリス式円柱に囲まれる。このうち東側の円柱6本が1939-1941年に復元されている。また、内陣にも2列のドーリス式円柱が認められる。南壁は、高さ3-4.6メートルの石組の基段上に構築される。
アポローンの神託は、神殿の地下の至聖所（アデュトン）で下されたといわれるが、地下の奥室の遺構は残存せず、至聖所は西側中央から南壁に向かう5×3メートルの区画とされる。
伝承によれば、至聖所には大地の「裂け目」、女祭司が神託を告げる「三脚鼎」、それにウールで編まれた網 (agrenon) に覆われた「オンパロス」があり、その上には2羽の黄金の鷲が立っていた。この大地のへそ（中心）の聖石オンパロスは、パウサニアースによれば、神殿の屋外に据えられていたともいわれ、複製（ヘレニズム時代）のオンパロスが、神殿の南壁付近より発見されている。

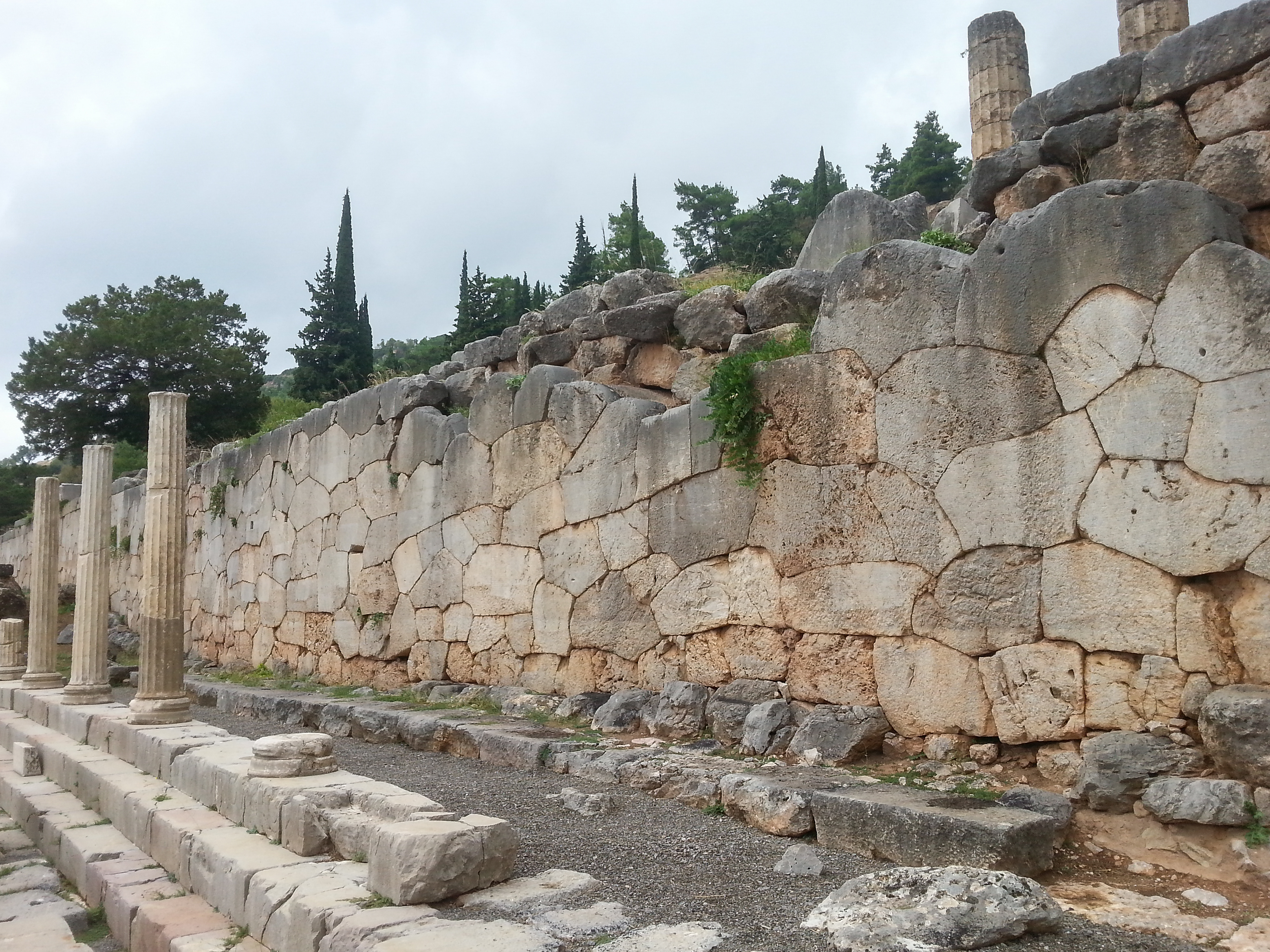
アテーナイ人の柱廊の背後にある多角石の壁

多角石の壁
紀元前548年の焼失以来、第2次アポローン石造神殿の建設にあたり、段丘を支える擁壁として構築された。東西およそ90メートル（約82m）の南壁に積み重ねられた多角形（ポリゴナル式）の石面には、紀元前200-後100年の間におよそ1000の碑文が記されており、奴隷の解放が主な内容であった。
キオス人の祭壇
アポローン神殿の東正面（ファサード）の約15メートル前方に、キオス人が奉納した南北10メートル、東西5メートルのアポローンの大祭壇がある。この祭壇は大理石によるもので、現在の神殿の遺構よりややずれた位置にあることから、以前の石造神殿に合うように奉納されたものと推定され、銘文の書体により紀元前5世紀初頭の奉納が示唆される。1920年および1960年にキオス島の拠出によって復元された。
ハロース
ハロース（打穀場・脱穀場）と呼ばれる円形の広場で、8年に1度のセプテーリア（Septeria、セプテリオン、Septerion〈ステプテリオン、Stepterion〉）祭では、アポローンがピュートーンを倒した物語をアポローン役の少年が再現する祝祭の演劇が催された。また、紀元前425年ごろには、この区域に多数の聖物が埋蔵されたていた。1939年、アテーナイ人の柱廊（ストア）南側の聖道下より2つの埋蔵場所が発見され、金・銀・象牙・青銅・鉄・テラコッタによる遺物が発掘された。
ネオプトレモスの聖所
アキレウスの子ネオプトレモスの墓とされる紀元前4世紀末の遺構。ネオプトレモスは、デルポイのアポローンの神官（マカイレウス）によってアポローン神殿内陣の炉（ヘスティア）で殺されたともいわれる。

#### 記念構築物

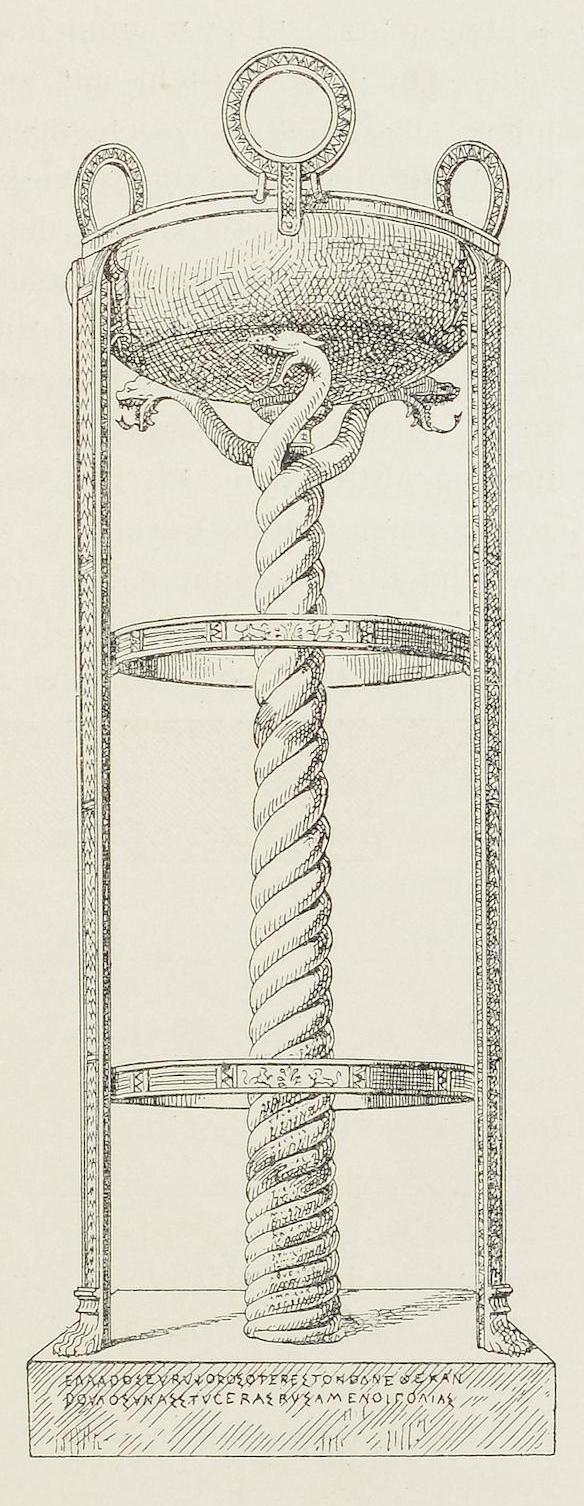
蛇の柱と三脚鼎の復元図（エルンスト・ファブリキウス、1886年）

プルシアス2世の記念柱
アポローン神殿の東正面の北東側には、小アジア（アナトリア半島）にあった紀元前2世紀のビテュニアの王プルシアス2世（在位紀元前182-149年）の記念柱（長方形の台座）が復元されている。かつての石柱の頂上にはプルシアスの騎馬像があった。
アエミリウス・パウルスの記念柱
かつてアポローン神殿の南東の角付近にあった。当初、マケドニア王国最後の王ペルセウス（在位紀元前179-168年）が自身の像を建立するために高さ9.5メートルの石柱を構築したが、ピュドナの戦い（紀元前168年）でペルセウスを破ったローマの将軍アエミリウス・パウルスが、角柱の頂部に戦いの浮き彫りを施し、頂上に自身の騎馬像を掲げた。
プラタイアの蛇の柱
ペルシア（アケメネス朝）にプラタイアの戦い（紀元前479年）で勝利した31のポリスによる記念物の一部。キオス人の祭壇付近（東）に円形の土台が残存し、直近にレプリカが設置される。3匹のヘビが螺旋状に絡まった青銅製の柱で、かつて黄金の鼎（三脚鼎、古希: τρίποδες、トリポデス〈高さ7.5m〉）を支えた。
黄金の鼎は、紀元前4世紀中ごろの第三次神聖戦争（紀元前356-346年）の際にポーキス人が軍資金に充てるために溶かし、青銅の支柱だけになっていた。このデルポイにあった「蛇の柱」はコンスタンティヌス1世（在位324-337年）が建設したコンスタンティノポリスに運ばれ、現在もイスタンブールのコンスタンティノープル競馬場（戦車競走場、ヒッポドロモス）跡に配置される。
蛇の柱の台座の東側には、紀元前4世紀末にロドス人が奉納した太陽神ヘーリオスの戦車（4頭立て戦車、クアドリガ）の土台が残る。また、北側の神域の城壁部に、ペルガモン王国のアッタロス1世（在位紀元前241-197年）により紀元前220年ごろ構築されたドーリス式のアッタロスの柱廊がある。ローマ時代には貯水槽（英: Cistern）に改造されている。
アテーナイ人の柱廊
アテーナイ人の柱廊（ストア）は、アポローン神殿が建つ段丘を保持する南側の多角石の壁の前面に配置されている。この南面が開いた屋根付きの柱廊は、紀元前5世紀初頭にペルシア戦争（サラミースの海戦）の戦利品を飾るために紀元前479年に構築された。東西の長さ30メートル、奥行き4メートルで、現在、パロス島の大理石（パリアン大理石）によるイオニア式の細い8本の列柱のうち3本が復元されている。

#### シビュレーの岩
アテーナイ人の宝庫とアテーナイ人の柱廊の間の聖道北側にあり。かつて大蛇ピュートーンが守護したガイア（ガイアとテミス）の神域であった一角に位置する。アポローンの巫女ピューティアーより以前、最初の巫女のシビュレーが、この大きな岩の上に立ち、神託を告げたと伝えられる。デルポイにおけるこの女預言者シビュレーの名はヘーロピレー（ヘロフィレ、羅: Herophile）であったと伝えらえる。

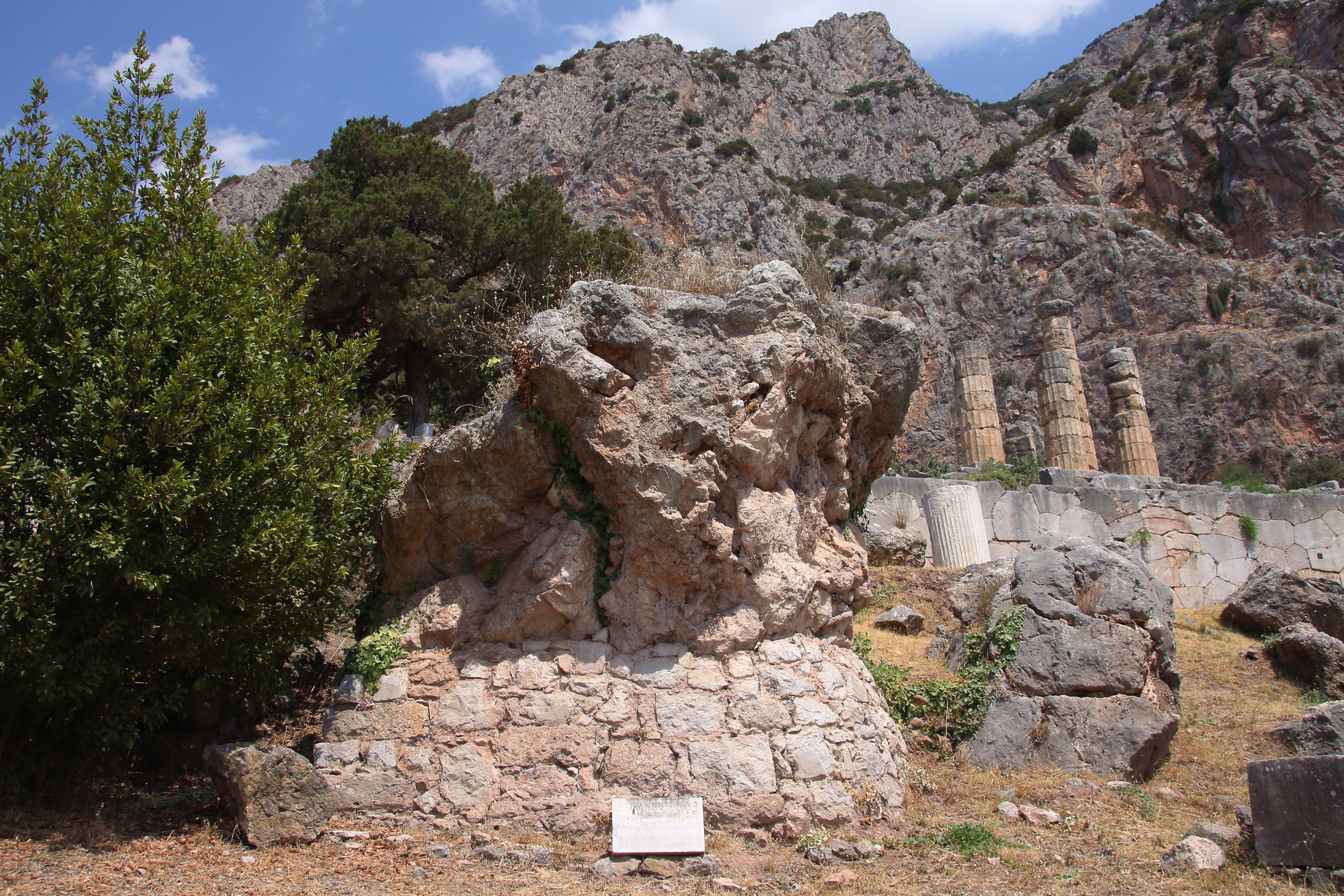
シビュレーの岩

シビュレーの岩の北側には、ナクソス人が紀元前570-560年ごろに奉納したナクソスのスピンクスのイオニア式円柱の台座が残存する。

#### 宝庫

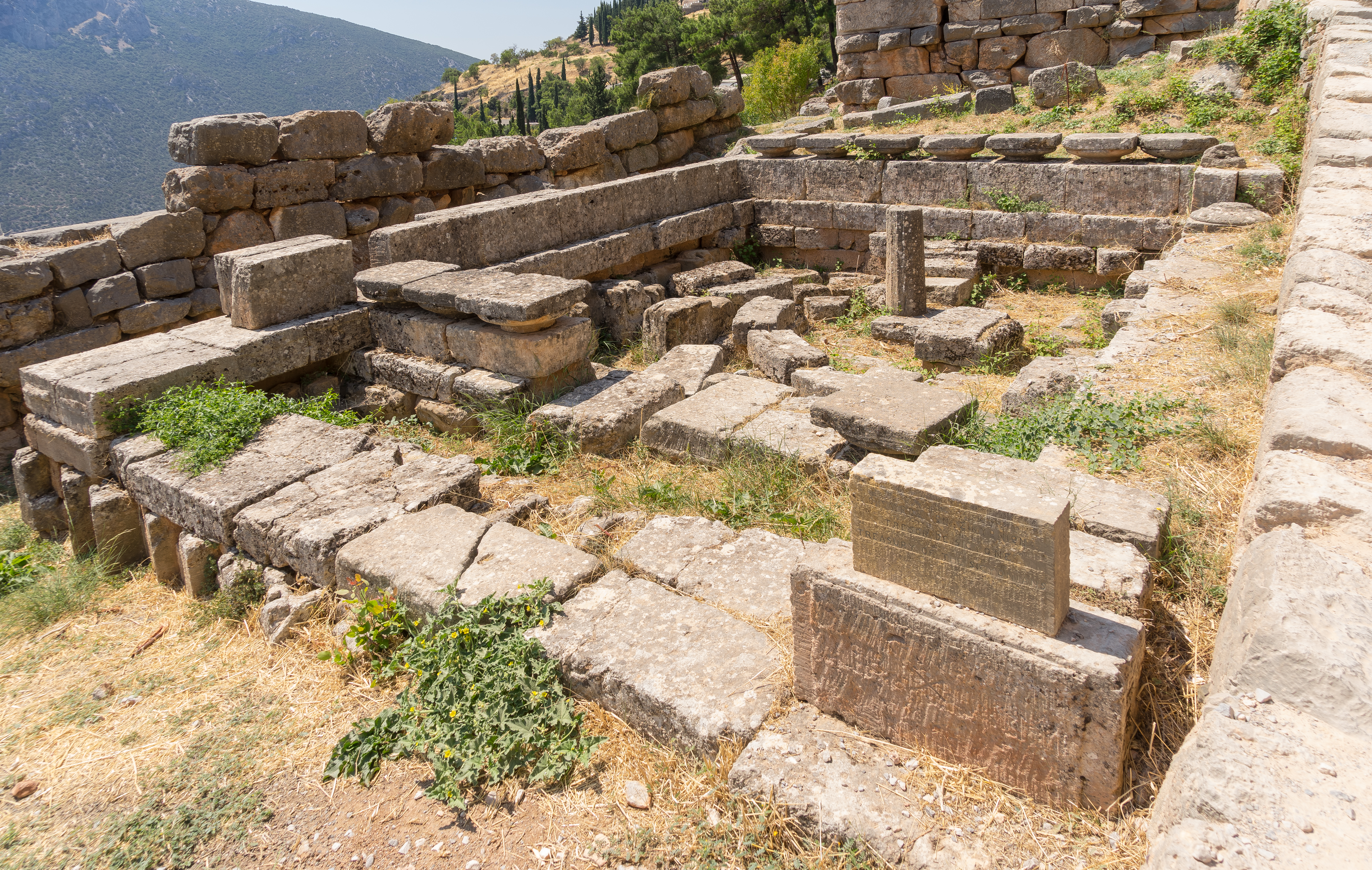
シキュオーン人の宝庫の基部
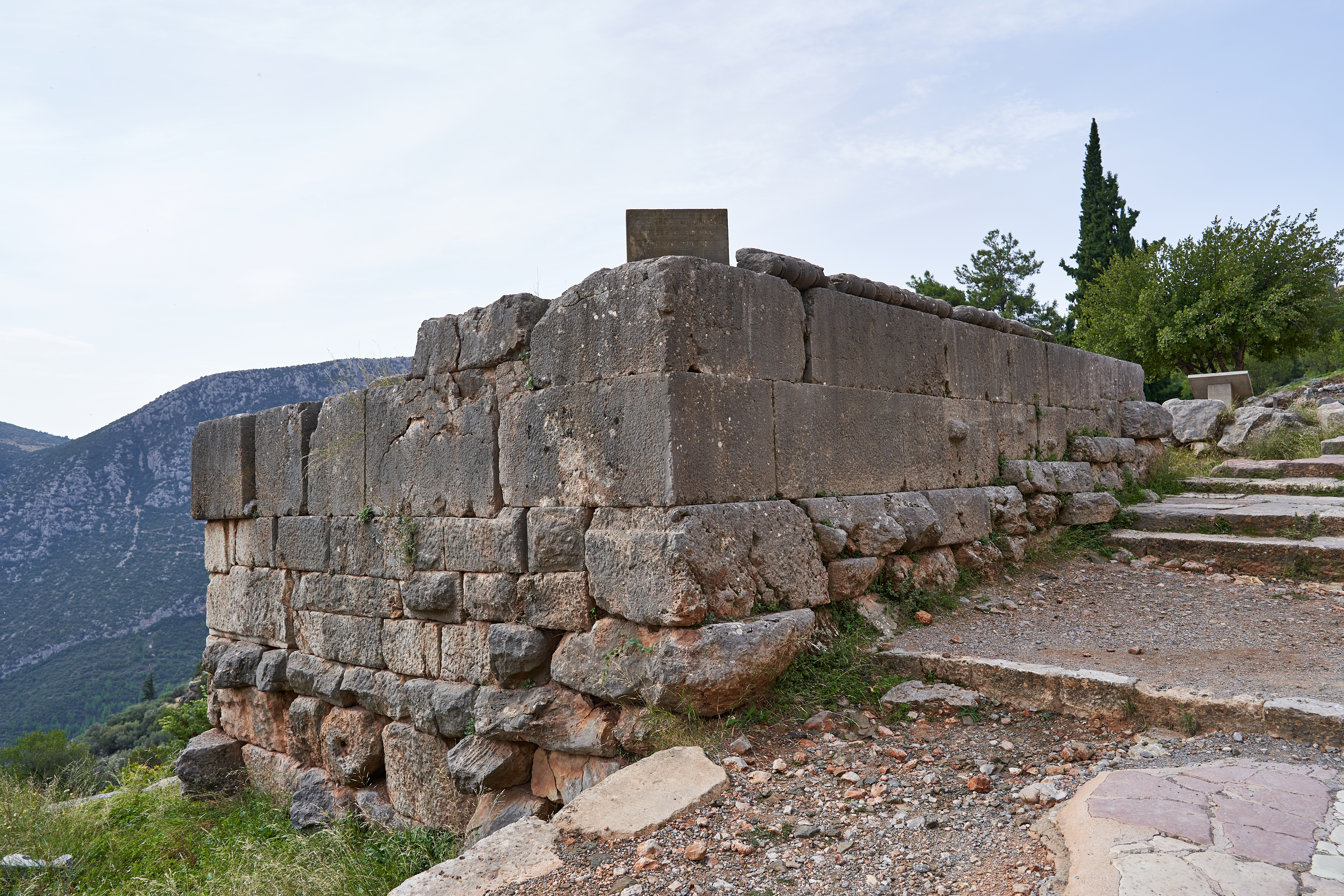
シプノス人の宝庫の基壇部
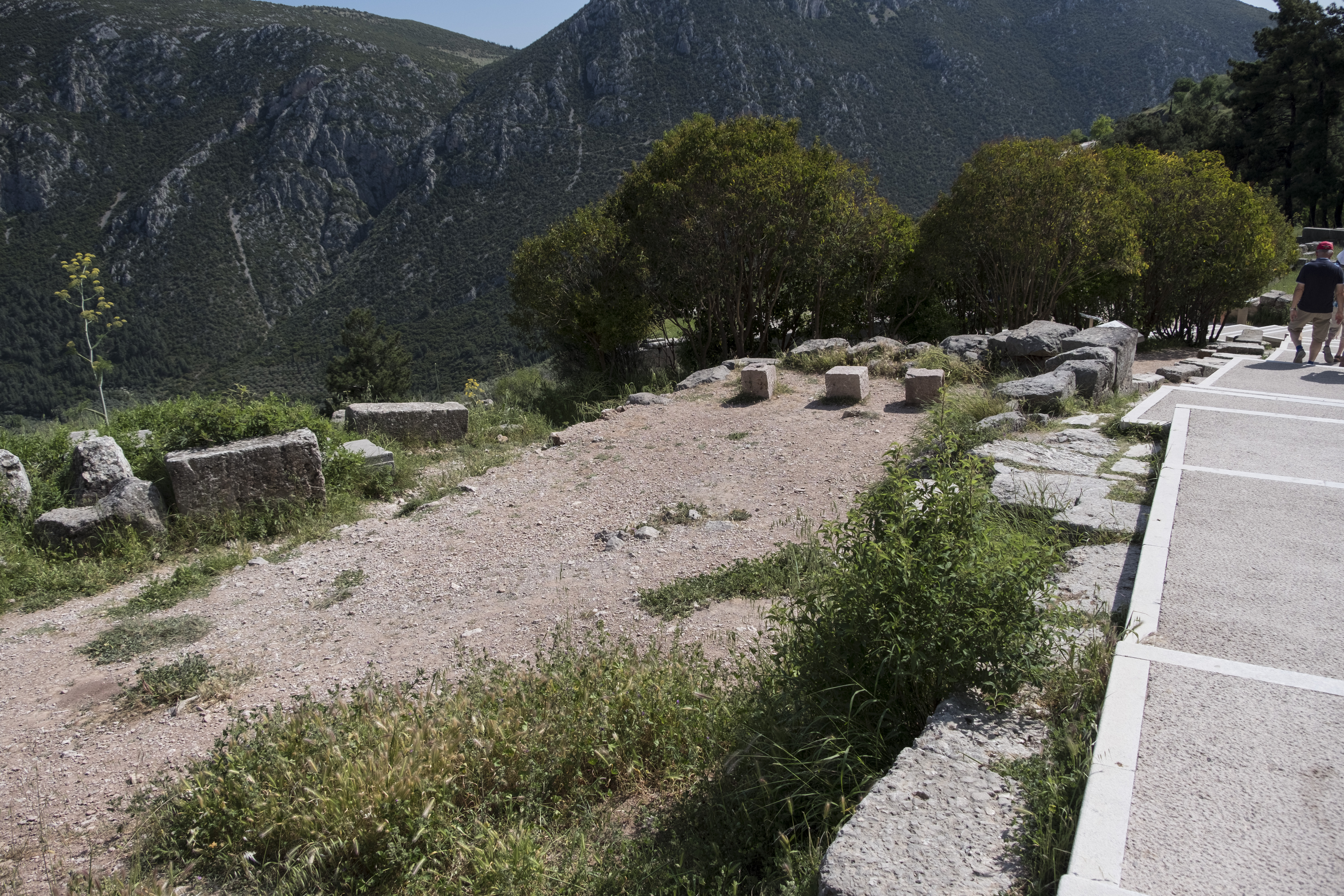
クニドス人の宝庫の遺構

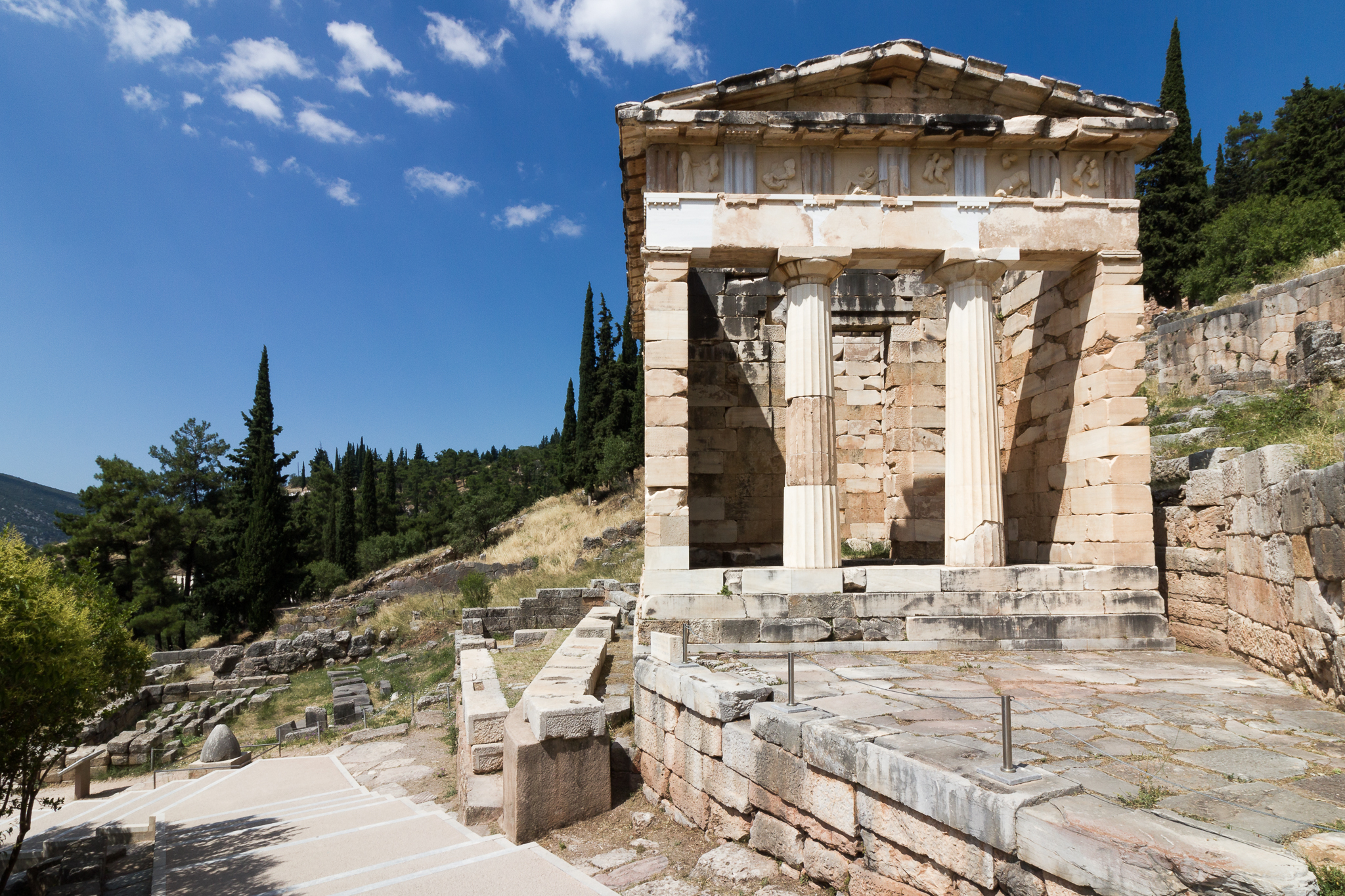
復元されたアテーナイ人の宝庫

デルポイは、神託を得ようと来訪する各地からの国際情報が集積する一大中心地であり、国際的な威信を高めていった。そして神域の聖道沿いには有力なポリス（都市国家）の宝庫が構築され、デルポイに献納するための奉納品が収蔵された。
紀元前7世紀後半（紀元前640年ごろ）、聖域内に最初の石造宝庫を建立したのは、コリントス（僭主キュプセロス、在位紀元前657-628年〈前655-625年〉ごろ）であった。次いで紀元前6世紀には、シキュオーン（紀元前560年ごろ）、クニドス（紀元前550年〈前550-545年〉）、シプノス（紀元前525年ごろ）など有力なポリスが相次いで宝庫を建立した。
神域の宝庫は、奉献したポリスが不明なものを含めておよそ20の遺構が認められる。これらの宝庫の形態は、二柱式（イン・アンティス、羅: in antis）であるなど類似するものの、建築様式（オーダー）は、ドーリス式とイオニア式に分かれる。

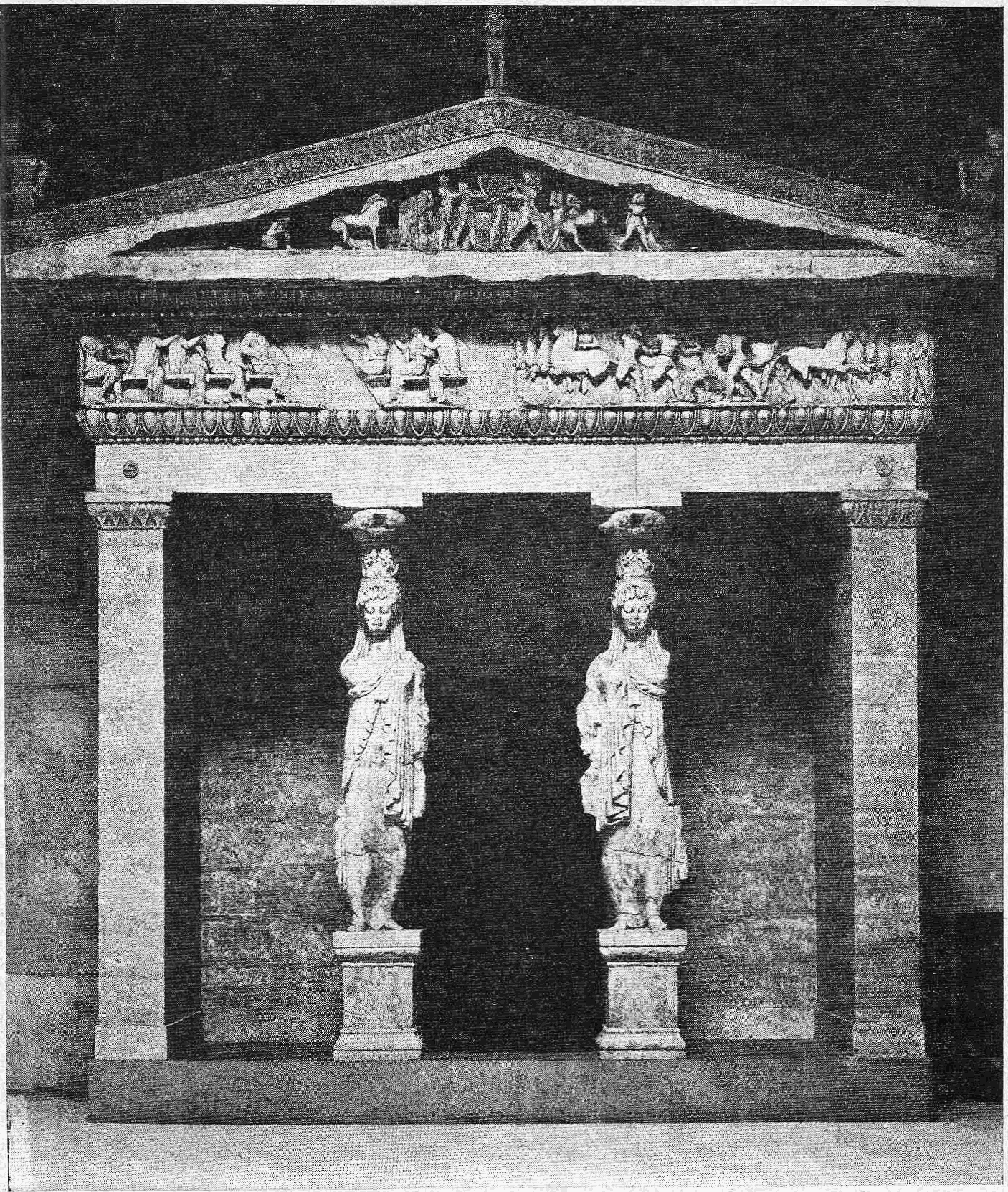
クニドス人の宝庫の復元（エリゼ・ルクリュ 『人間と大地』〈“L'Homme et la Terre”〉第2巻、1905年）

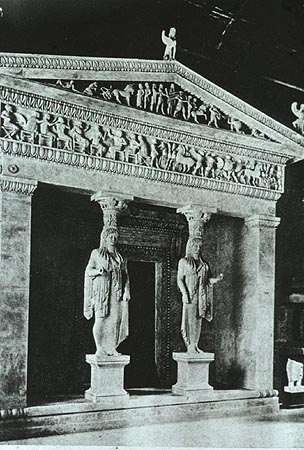
シプノス人の宝庫の復元（“Fouilles de Delphes”、1900年）

コリントス人の宝庫
アテーナイ人の柱廊の南東に位置し、わずかに基部の遺構だけが残る。紀元前548年にアポローン神殿が罹災した際、破壊を免れたすべてがこの宝庫に移され、それらのなかにはプリュギアの王ミダース（紀元前7世紀初頭ごろ）やリューディア王ギューゲース（在位紀元前680-644年ごろ）、同じくリューディア王クロイソス（在位紀元前560-546年）による豪華な奉納物があったといわれる。
シキュオーン人の宝庫
聖域の入口から見える位置に築かれたシキュオーンの宝庫は、紀元前580年ごろに別の場所にあったドーリス式円形建築物のトロス、次いで紀元前560年ごろの建築物モノプテロスに代わるものとしてこの地に構築された。聖道沿いの最初の宝庫といわれ、南北6.4メートル (6.24m) 、東西8.5メートル (8.27m) の基部が残る。ドーリス式の宝庫の基部には、以前の2つの建造物の部材が埋められていた。コリントス近郊のシキュオーンは、良質な石灰岩（ポロス石）の採石場を所有し、デルポイの建築物にも多く使用された。またシキュオーンは、優れた彫刻技術によって知られた。
クニドス人の宝庫
紀元前6世紀中ごろ以後、シプノス人の宝庫の20年ほど前に奉納されたイオニア式の宝庫で、初めて正面（ファサード）の二柱を女像柱（カリュアティデス）にした宝庫である。パロス島の大理石（パリアン大理石）により構築され、19世紀末に碑名の断片6個が発見されており、多くの復元が試行されている。
シプノス人の宝庫
シキュオーン人の宝庫に隣接するシプノス人の宝庫は、パロス島の大理石によるイオニア式の宝庫で、南北5.9メートル、東西8.4メートルの基壇部が残存する。正面の二柱は女像柱となる。キュクラデス諸島のシプノス島は金銀（鉄・鉛・金）を産することで非常に繁栄し、その収益の「10分の1」をデルポイに奉納するためにこの宝庫を構築した。
- シキュオーン人の宝庫（英語版）の基部
- シプノス人の宝庫（英語版）の基壇部
- クニドス人の宝庫（英語版）の遺構

アテーナイ人の宝庫
アテーナイ人の宝庫は、1903-1906年、フランスの考古学研究所「アテネ・フランス学院」により復元された。資金はほぼアテネが拠出した。南北6.621メートル、東西9.687メートル、パリアン大理石によるドーリス式の宝庫で、二柱式の円柱を備える。パウサニアースによれば、マラトンの戦い（紀元前490年）の戦勝記念に造営されたといわれるが、メトープ（希: Μετόπη、英: Metope、浮彫石板）の様式から紀元前500-490年、クレイステネースの民主政導入の改革（紀元前508-507年）の際ないしその直後（紀元前505年ごろ）とする説が有力視される。

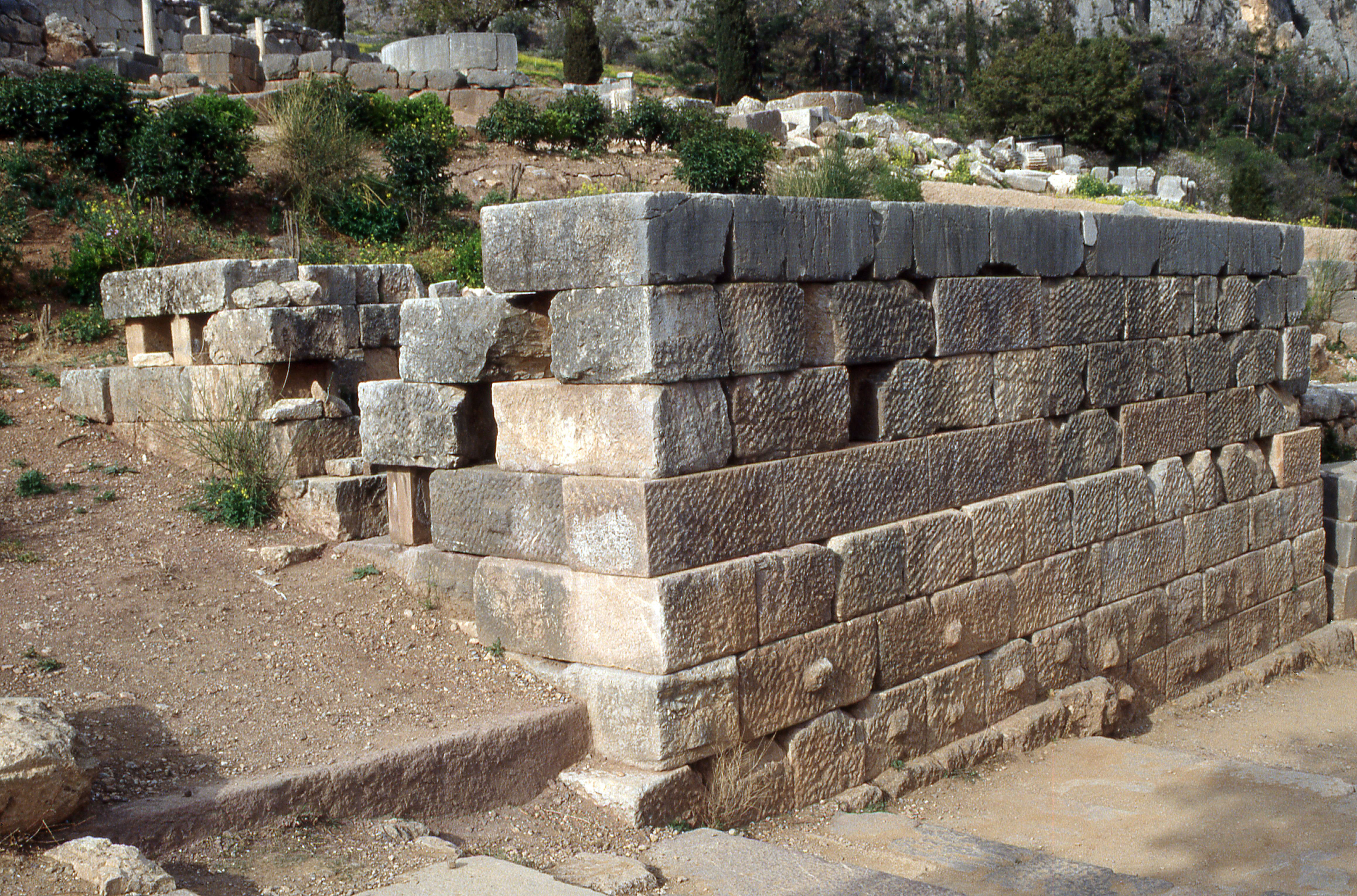
メガラ人の宝庫の基部

メガラ人の宝庫
シプノス人の宝庫の北側にあるメガラ人の宝庫には、かつて紀元前6世紀末の建築物があったが、ドーリス式の二柱式宝庫として再建された後、紀元前5世紀（紀元前450年ごろ）、正面（ファサード）が暗色の石灰岩により構築された。1975-1976年に基部と壁の一部が修復されている。
テーバイ人の宝庫
紀元前371年のレウクトラの戦いでスパルタ勢力に勝利したテーバイにより構築された。7.21×12.29メートルの石灰岩によるドーリス式の宝庫で、白大理石のメトープとトリグリフによるフリーズが巡らされていた。

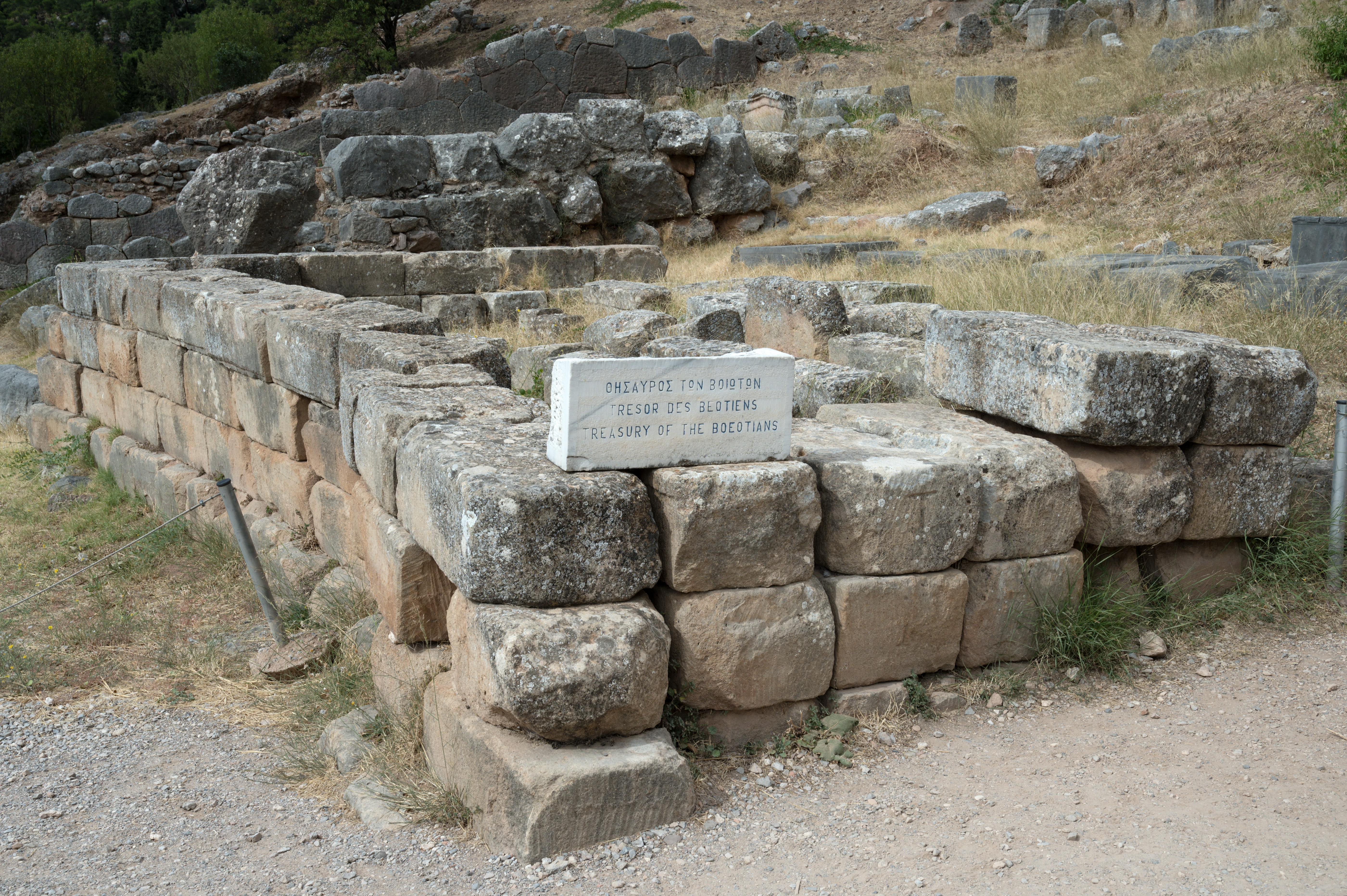
ボイオーティア人の宝庫の基部

ほかにもボイオーティア人の宝庫（紀元前550年ごろ）、ポティダイア人の宝庫（紀元前500年ごろ）のほか、アイオリス人の宝庫やキューレーネー人の宝庫（紀元前4世紀第3四半期）の遺構などがある。

#### 奉納群像

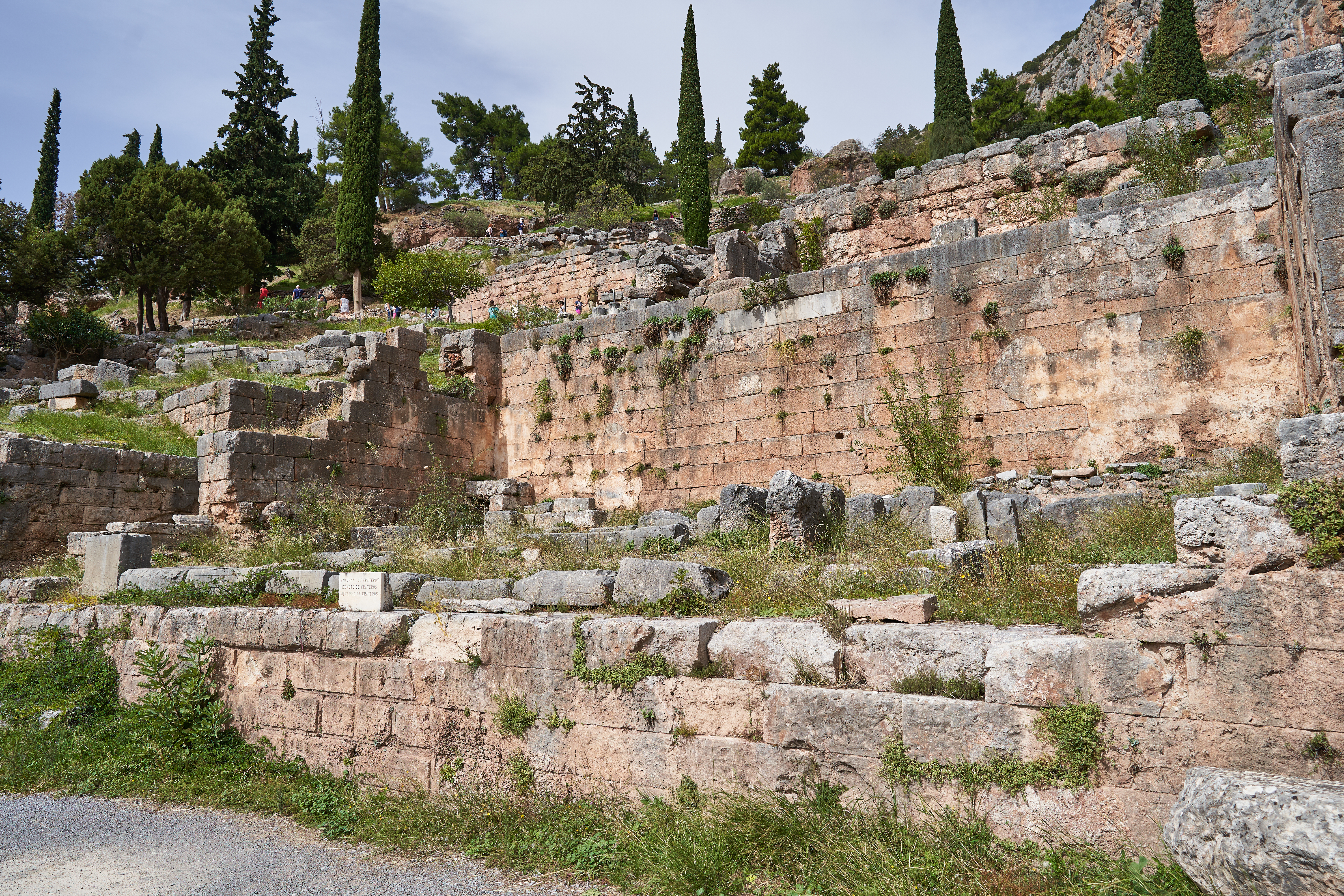
クラテロスの奉納物の遺構

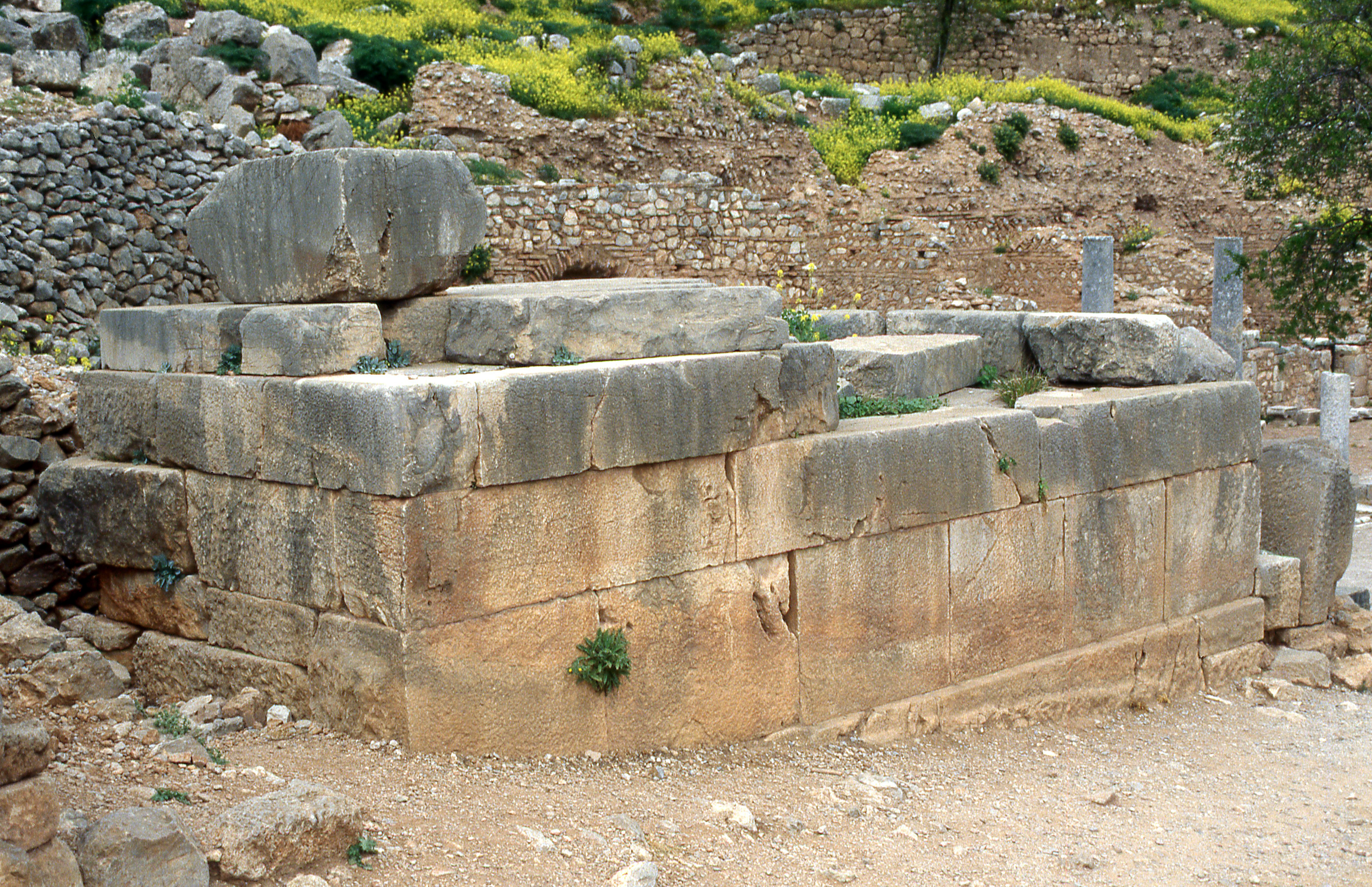
ケルキューラ人の牡牛の台座

ダイコスの奉納群像
紀元前337-332年、テッサリアのファルサロスの領主ダオコス2世がデルポイの隣保同盟の代表役員（ヒエロムネモン）で議長を務めた時に奉納した9体の大理石群像があった。
クラテロスの青銅群像
マケドニアの将軍クラテロスが獅子に襲われたアレクサンドロス大王（在位紀元前336-323年）を助ける狩猟場面の青銅群像で、紀元前320年ごろ、父の将軍クラテロスのために子のクラテロスが奉納した建築物に収められていた。
また、聖域入口にかけての聖道の両側には、かつて有力な都市国家が奉納した数多くの群像が並んでいたが、それらも現在は台座などが残存するのみである。
タレントゥム人の奉納群像
タレントゥム人がサレント半島の先住民メッサピア人に対する勝利を記念し、戦勝の「10分の1」として、紀元前5世紀初頭ごろのアルゴスの彫刻家による青銅群像「ウマと捕虜の女性たち」を奉納していた。

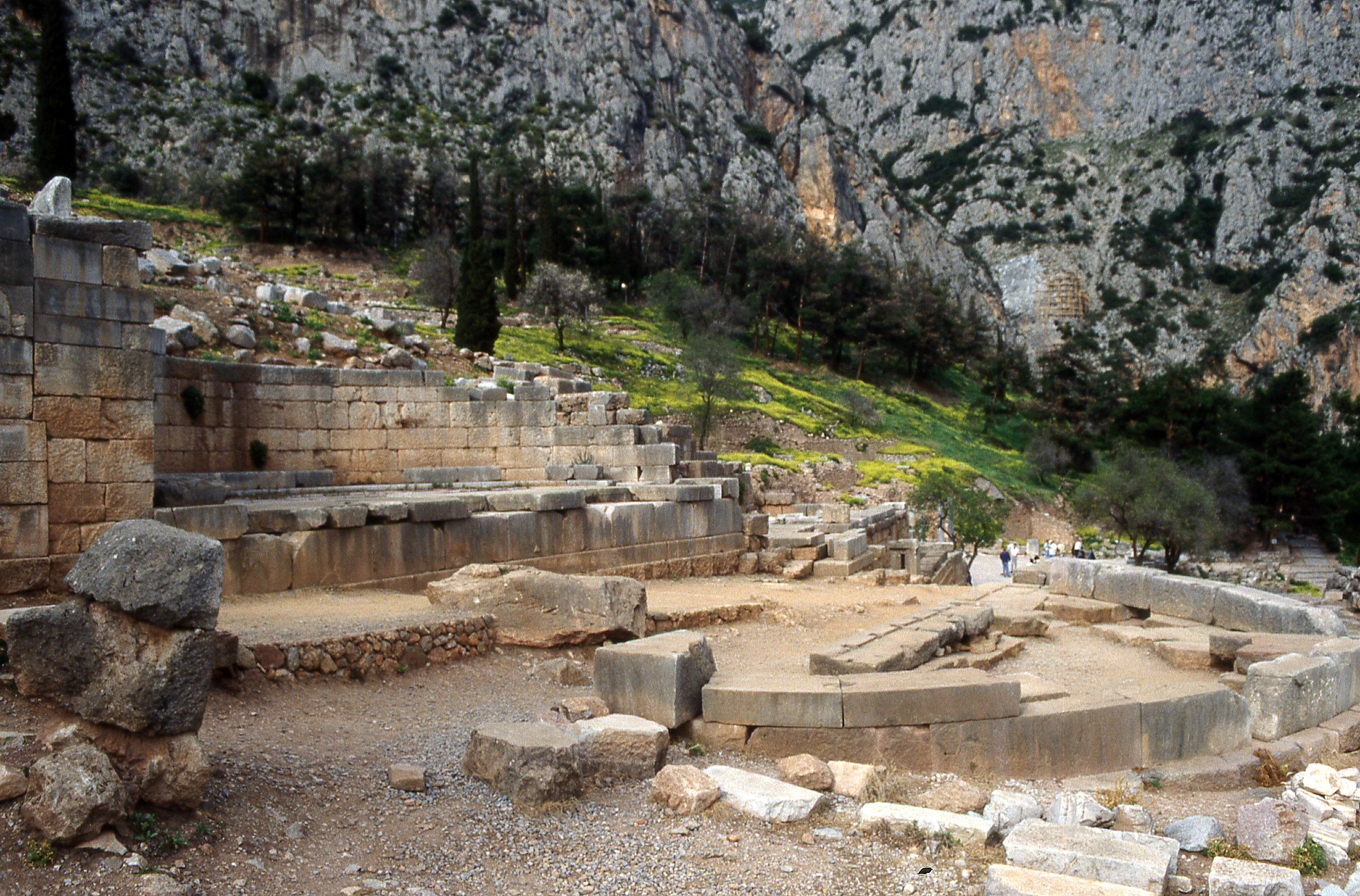
アルゴス王族（左）とエピゴノイ（右）のエクセドラの遺構

アルゴス王族の群像
北側のエクセドラ（半円形の建物）に、「アルゴス王族」（アルゴスの神話上の王たち）の青銅群像10体が奉納されていた。群像は全20体の予定であったとされる）。
エピゴノイの群像
南側のエクセドラの遺構には、アルゴス人のテーバイ攻めの七将の子孫（後継者たち）「エピノゴイ」の群像（全20体）の台座が残る。
アルゴス人の奉納群像
エピゴノイの群像と同じくアルゴス人による「テーバイ攻めの七将」の群像で、紀元前456年のアルゴリスのオイノエにおいてスパルタ人に勝利したアルゴス人の戦勝の「10分の1」として奉納された。エピゴノイのエクセドラに続く聖道の南側に台座が認められる。
アテーナイ人の奉納群像
紀元前490年のマラトンの戦いの戦利品の「10分の1」として、30年後に奉納された「マラトンの戦勝記念群像」13体で、聖道の南側に台座が残る。
スパルタ人の奉納群像
ペロポネーソス戦争（紀元前431-404年）の終結に至る紀元前405年のアイゴスポタモイの海戦で、スパルタ人がアテーナイに勝利した記念に奉納した「神々とスパルタの将軍の青銅群像」37体。アテーナイ人の奉納群像跡の聖道入口側に台座がある。
アルカディア人の奉納群像
紀元前369年にアルカディア人がスパルタに勝利した記念に奉納した9体の青銅群像で、聖道の北側に細長い台座がある。
ケルキューラ人の牡牛
イオニア海のケルキューラ人が神託に従って得られたというマグロの豊漁の「10分の1」により、紀元前580年ごろ、デルポイとオリュムピアに奉納した「青銅の牡牛」であったが、聖域の入口付近に残る台座は、紀元前4世紀の移設時のものとされる。

#### ブーレウテーリオン
アテーナイの宝庫に隣接するブーレウテーリオン（評議会場）の遺構は、6.5×13メートルで、アルカイック期のものとされ、デルポイの代表委員15名および参事会員8名のための会議場で、木製の座席を備えていたと考えられる。
一方、神域の東側にあるプリュネイオン（役所・支庁）といわれる遺構は、古典期、紀元前350年ごろのものである。

#### クニドス人のレスケー
古代劇場の東側、神域の城壁北面沿いにあったクニドス人のレスケー（集会場・談話室・待合所）は、紀元前5世紀中ごろ（第2四半期）クニドス人が建てたもので、パウサニアースはここにあった紀元前470年ごろのポリュグノートスの絵画2点について詳細に記している。神域の最高所に位置する豪華な建築物であったが、現在、東西18.7メートル (19m) 、南北9.7メートル (9.50m･ 9.53m) の遺構がわずかに認められるのみである。

#### 劇場

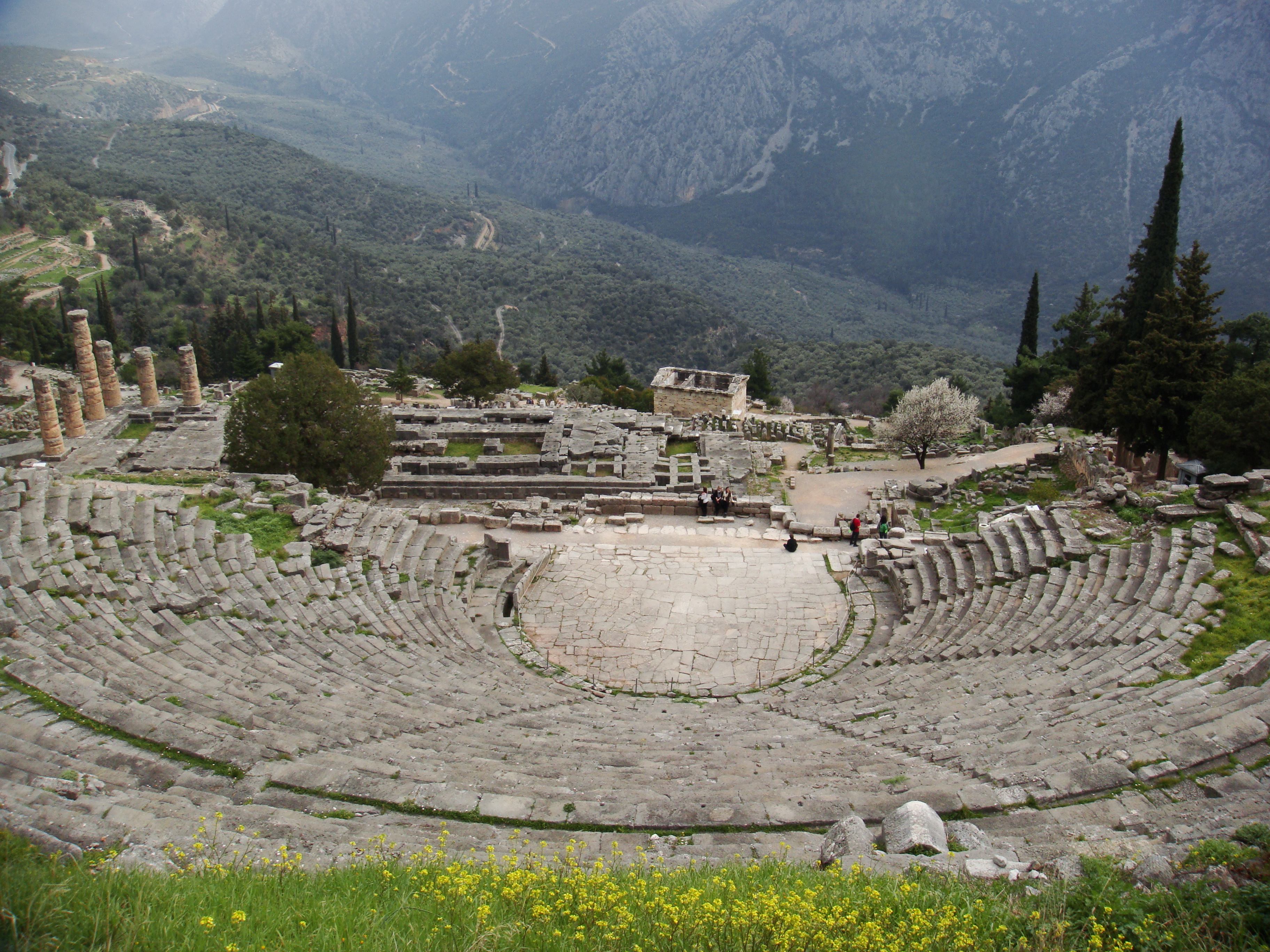
デルポイの劇場

デルポイの古代劇場の最上部は標高596メートルにあり、アポローンの神域からアテーナー・プロナイアの神域に至るほぼデルポイ全域を眺望できる。劇場はもともと紀元前4世紀に建造されたが、紀元前2世紀中ごろ（紀元前160-159年）、ペルガモン王国のエウメネス2世（在位紀元前197-159年）により修復された。劇場の見物席には大理石による座席35列が備えられ、観客約5000人が収容可能であったと推定される。円形の踊り場（オルケーストラ）と扇形の見物席（テアトロン）、それに前面には舞台建築の建物（プロスケニオン）があり、そのすぐ南側にも長方形の建物があった。

### 囲壁外

#### スタディオン

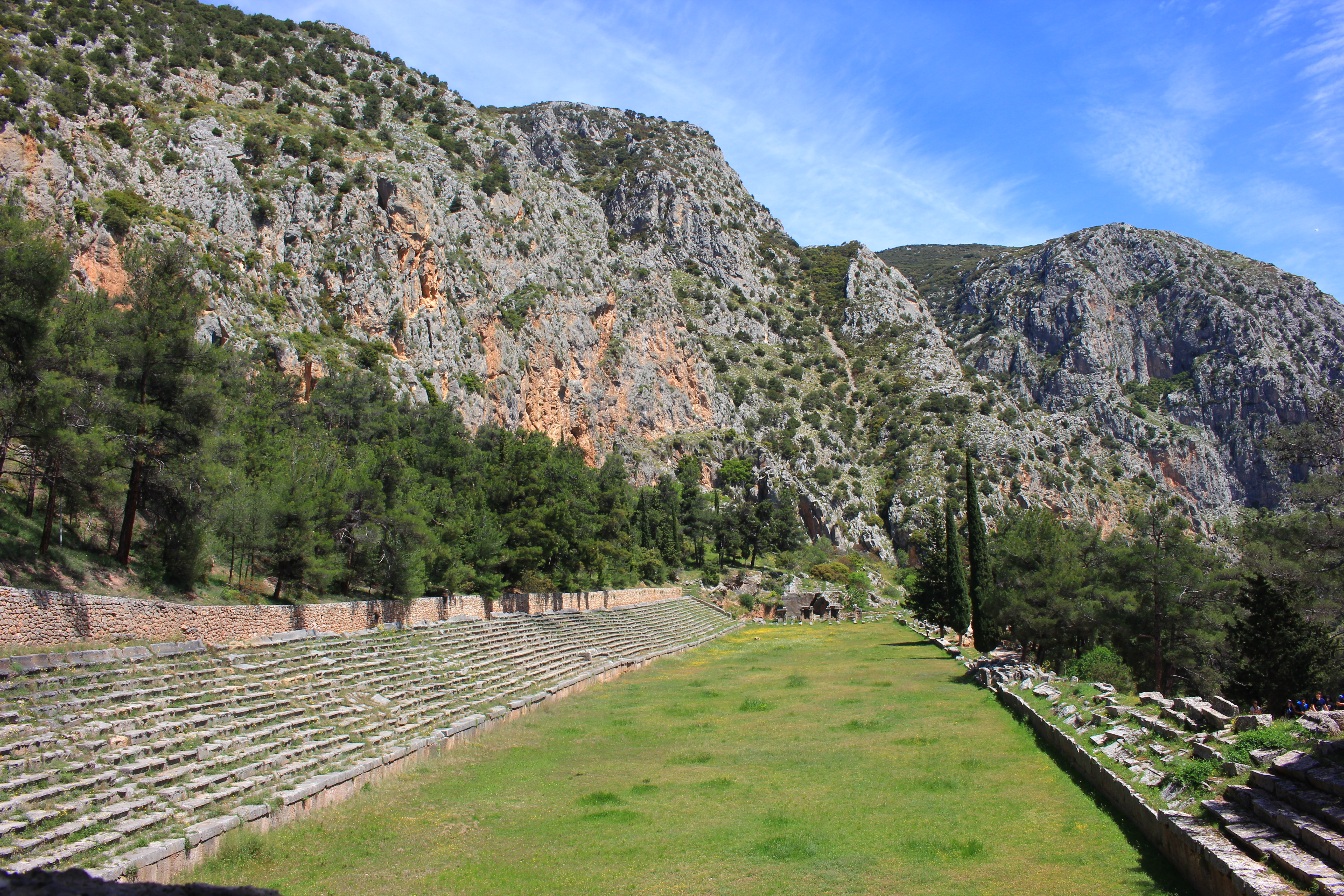
ピューティア祭で使用されたデルポイのスタディオン

デルポイのスタディオンは、劇場よりさらに上方、標高645メートルにある紀元前5世紀に建設された競技場で、4年に1度のピューティア祭において運動競技が開催された。競技場のトラックは、全長178メートル (177.35m･ 177.55m) 、幅23メートル (25m･ 25.50m) で、両端のスタートとゴール地点に大理石のブロック跡が残存する。
馬蹄形のスタディオンの座席はローマ時代に構築されたもので、岩盤に形成された北側12列、半円形の西側6列、盛土と石壁による南側6列に、観客約7000人を収容できたと推定される。紀元後2世紀にローマ時代のアテーナイの富豪ヘロデス・アッティクスが寄進したもので、東の入口に、ヘロデス・アッティクスによるペンテリコン山大理石の3つのアーチを支えた4本の柱の遺構が残存する。

#### アイトーリア人の柱廊
アポローンの神域西側の城壁外にアイトーリア人が奉納した柱廊（西柱廊〈ポルティコ〉）がある。長さ72.6メートル、奥行き11.6メートル。紀元前279-278年の冬、北からのガリア人によるデルポイ侵攻を阻止したアイトーリア人が、聖域を支配下に置き、アイトーリア同盟の戦勝を記念して構築した。

#### ローマ時代のアゴラ

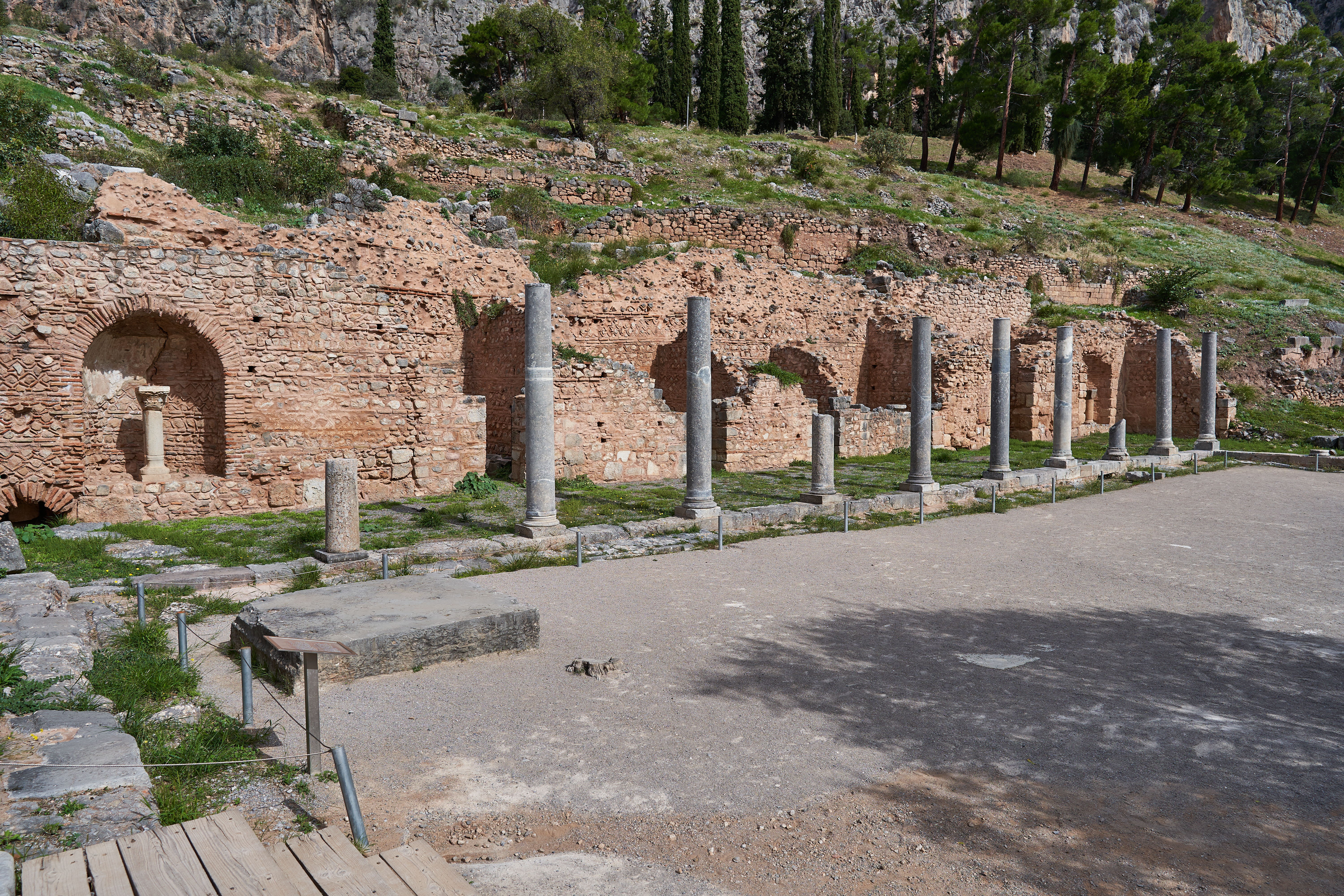
復元されたローマ時代のアゴラの北柱廊側

ローマ時代のアゴラは、聖域の南東の角にある入口（主門）のすぐ外側に位置する。この舗装された長方形の広場には、かつて傍らに店が並び、周りに柱廊（ストア）が備えられていた。今日、その北柱廊側が復元されている。

### カスタリアの泉

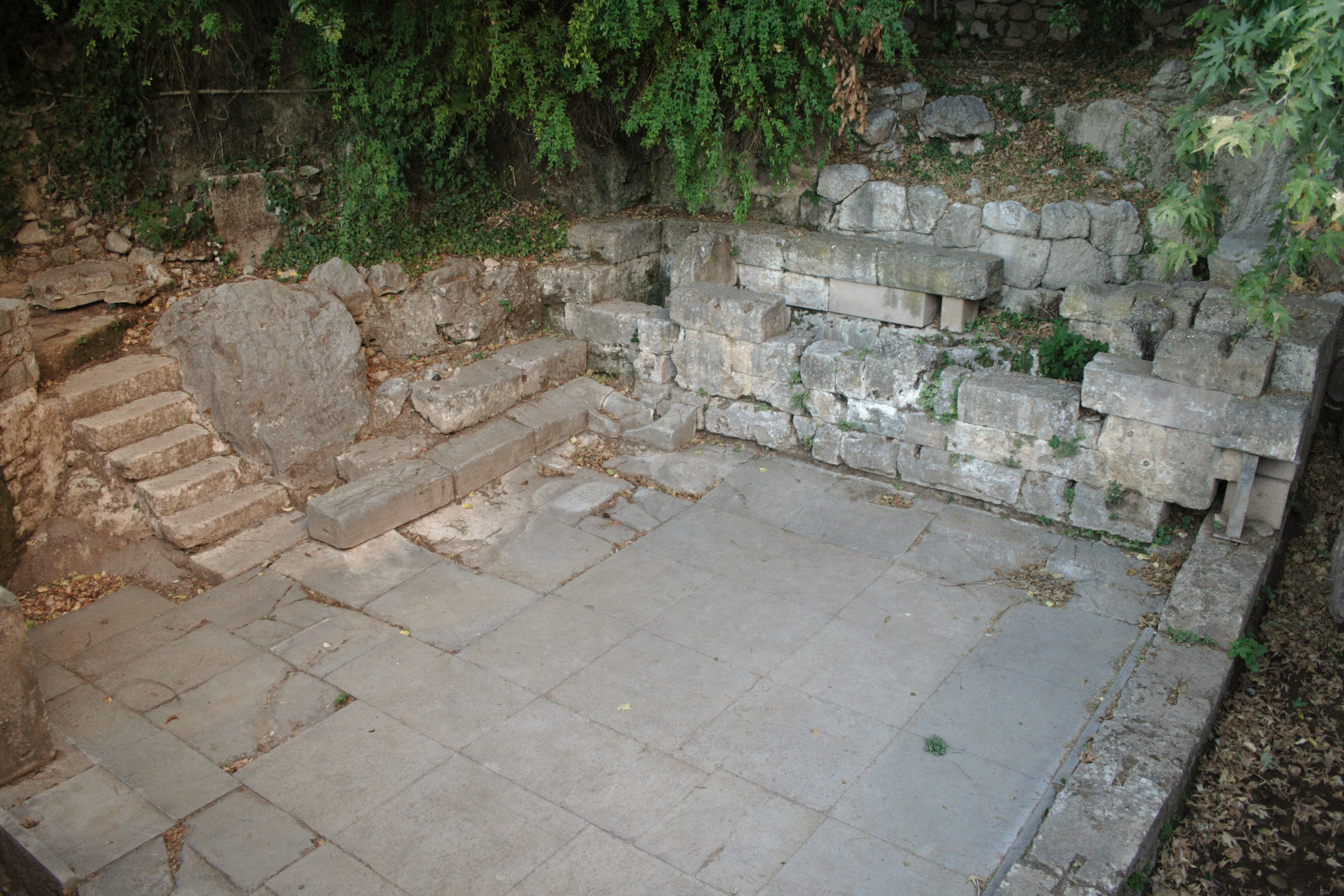
方形のカスタリアの泉

アポローンの神域の東およそ500-700メートルのパイドリアデスの渓谷下に位置する。アルカイック期からローマ時代初期にかけて、祭司・役人・巡礼者たちは、神域に立ち入る前にここで身を清めた。切石積みの四角形の遺構は、8.20×6.64メートルの浴室状で、階段を備える。紀元前7世紀ごろに構築され、ヘレニズム時代に改修されたといわれ、現在に残る遺構はヘレニズム時代からローマ時代のものである。
北側やや上方には当初発掘されたもう1つの泉がある。岩壁に3つの壁龕がある「岩のカスタリア」（「岩の泉」）とも呼ばれるもので、恐らくは紀元前3世紀ごろに造成され、後代（紀元前1世紀ごろ）、ローマ時代に洗礼者ヨハネの小教会の祭室部（アプス）に使用されたといわれる。

### ギュムナシオン

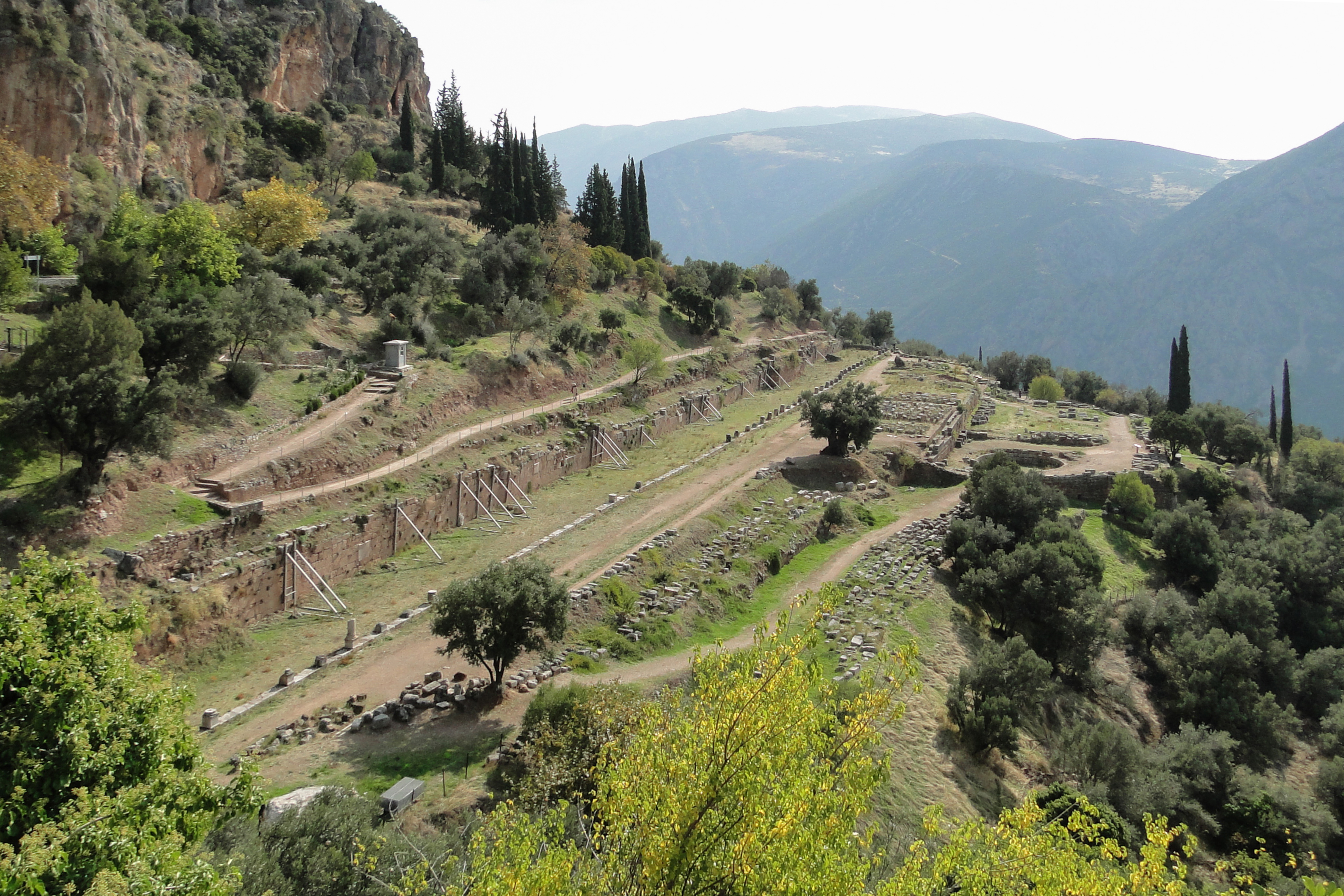
ギュムナシオンの遺構

ピューティア祭が再編された紀元前6世紀ごろないし紀元前4世紀に構築され、ローマ時代に改修された体育所で、ピューティア祭の運動競技の練習場のみならず、さまざまな文化活動の場でもあった。上下2段の細長い段丘に分かれ、上段の柱廊にある全長180メートル (184.83m) のランニング場（クシュストス〈列柱廊式遊歩廊〉）と下段の屋外ランニング場（パラドロミス）が平行にあり、また、下段にはパライストラ（角技〈レスリング〉競技場）、ローマ時代の浴場、それに円形の冷浴室を備えていた。

### アテーナー・プロナイアの神域

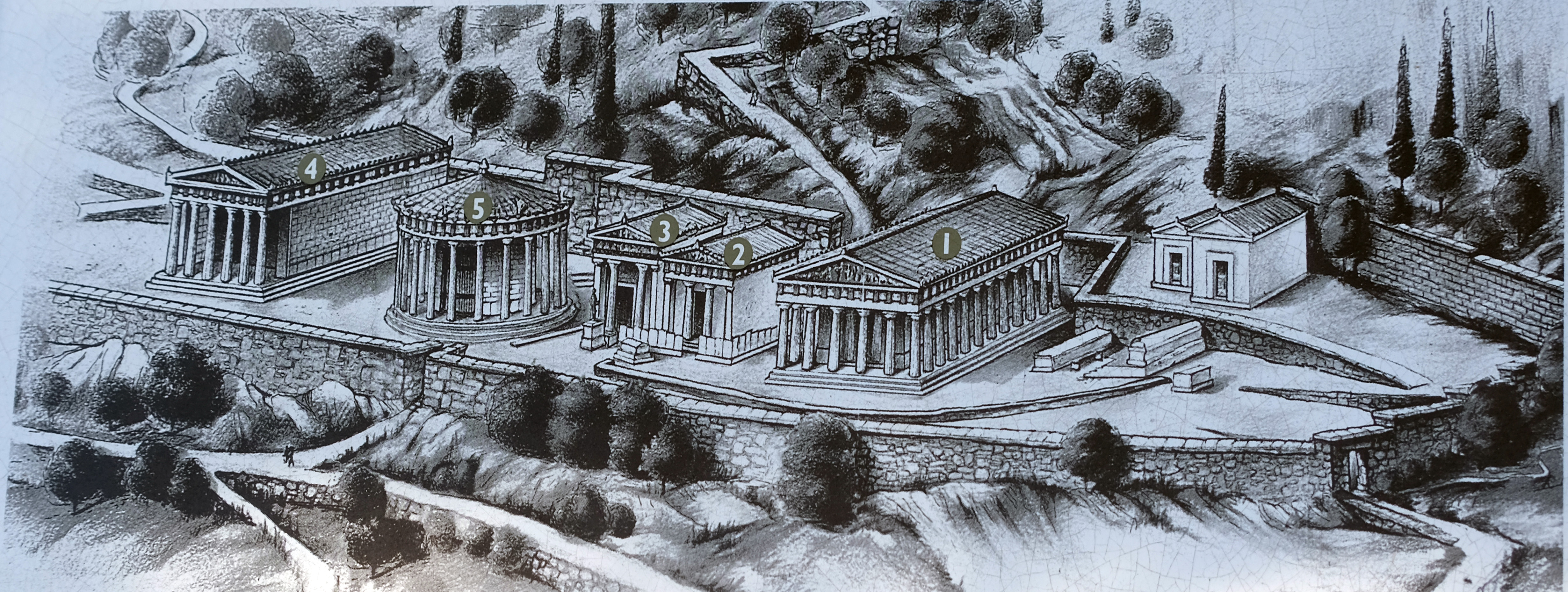
アテーナー・プロナイアの神域の復元図

アテーナー・プロナイアの神域（平面図）
アルカイック期（紀元前8-前6世紀）
古典期（紀元前5-前4世紀）
----
1. アテーナー・プロナイアの古神殿 2. アテーナー・プロナイアの新神殿 3. トロス 4. マッサリア人の宝庫 5. ドーリス式宝庫 6. 英雄の聖域 7. アテーナーの祭壇 8. ヒュギエイアとエイレイテュイアの祭壇 9. 古典期の祭壇 10. 祭司たちの家 11. デルポイ人のトロパイオン 12. 東口 13. 南口

アテーナー・プロナイア（神殿の前のアテーナー〈「本殿（ナオス、Naos）の手前に在す女神」、プロナイアは「神殿の前」の意〉）の神域は、アポローンの神域の南東約1キロメートルにあり、デルフィに至る参道の門前の神域に位置づけられる。かつてアテーナー・プロナイアの神域一帯は「マルマリア（Marmaria) 」（古代建築の大理石 marmara〈マルマラ〉による）とも称された。「アテーナー・プロナイア (Athêna Pronaia)  」 の名称は、この神域より発掘された紀元前4世紀末の奉納台座の銘文により正式なものとして証明された。神域は約10×100メートルで、主に5つの構造物が並ぶ。
神域の発掘調査により、ミュケーナイ時代後期の女神像（土偶）が数多く出土していることから、その後の破壊や復興を経ながらも、青銅器時代以来ここに女神信仰が存在したことが示唆される。

#### アテーナー・プロナイアの古神殿

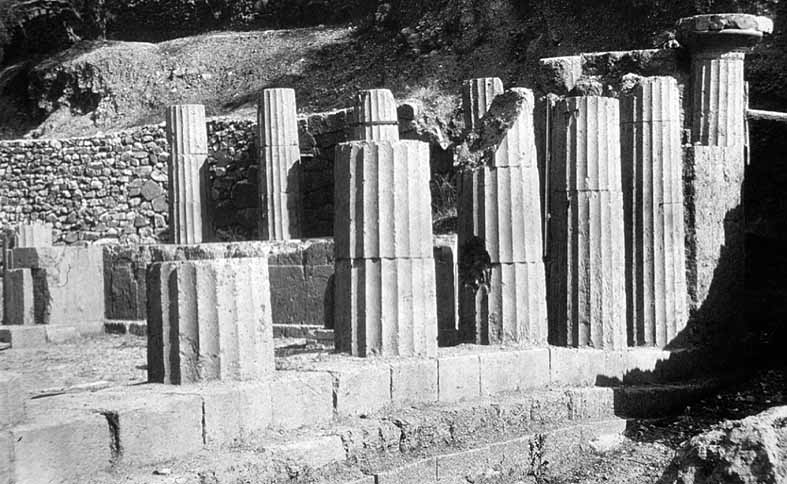
1905年の落石に破壊されるまで残存した第2次古神殿の周柱

神域の東側にあるアテーナー・プロナイアの古神殿は、紀元前7世紀中ごろ（前6世紀後半ごろ）に最初の神殿が建立された後、紀元前5世紀初頭（前500年ごろ）に現在に残る神殿が同地に再建された。この遺構は、長辺12本、短辺6本のドーリス式円柱に囲まれる周柱式（ペリプテロス式）神殿であったが、紀元前480年のペルシア人来襲によるかもしくは紀元前373年の地震により放棄され、新神殿に移行した。また、発掘時には円柱15本が残存したが、1905年の落石により大半が失われた。
アテーナーの祭壇
古神殿の東側にある巨大な祭壇。この祭壇の遺構の近くにある巨岩は、来襲したペルシア軍を押しつぶした岩の1つと伝えられる。また、アテーナーの祭壇の周囲には、ほかに多くの祭壇の遺構がある。
英雄の聖域
古神殿のやや上方（神域東部北側の段丘）には、「土地の英雄」ピュラコス（フュラコス）を祀ったと推測される小神殿のような2基の遺構が認められる。デルポイのピュラコスは、紀元前480年のペルシア人のデルポイ侵攻の際、巨大な姿で現れ、もう1人の英雄アウトノオス (Autonoos) とともに、ペルシア人を撃退したといわれる。

#### アテーナー・プロナイアの新神殿
地震により崩壊した古神殿に代わり、紀元前370年ごろに建立された石灰岩による第3次神殿。前面（ファサード）にドーリス式円柱6本が並ぶ前面列柱式神殿で、内陣入口にイオニア式半円柱2本を備えたが、古神殿より小規模かつ簡素であった。
祭司たちの家
新神殿の西側に神官たちの住居であったという「祭司たちの家」の基部が残存する。紀元前5世紀の建造物であり、隣接する新神殿より古い。

#### トロス

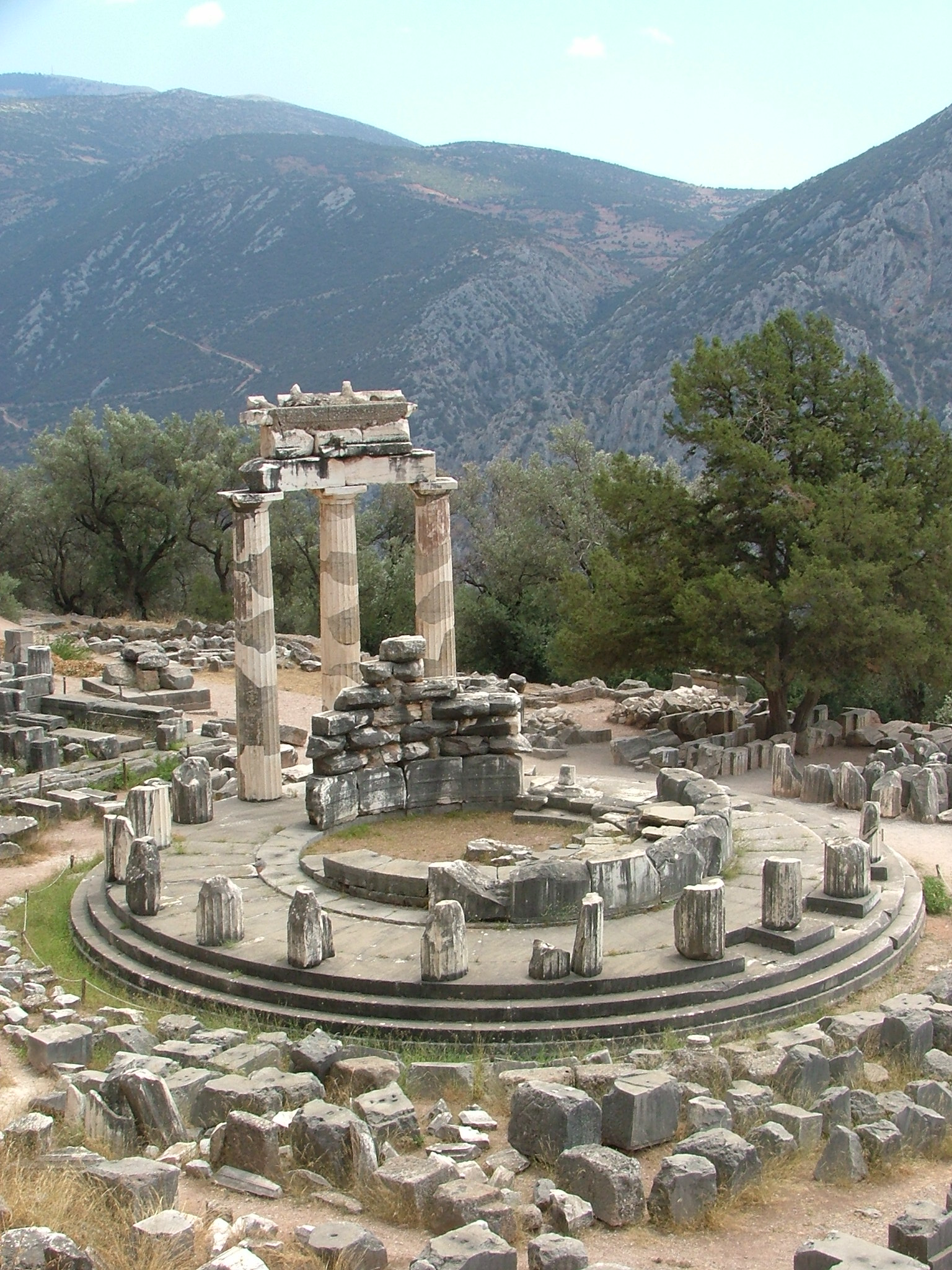
トロス

アテーナー・プロナイアの神域にあるトロスは、紀元前4世紀初頭（前380年前後）に建造された円形建築物である。直径約15メートル、基壇の直径は約13.5メートルで、3段の基壇上の外輪にドーリス式円柱20本、内輪にコリント式半円柱10本を備えたペンテリコン山の白大理石による円堂である。機能・用途は不明であるが、パウサニアースが訪れた2世紀後半には、数体のローマ皇帝の肖像があったことから、当時、この円形建築物はローマ皇帝崇拝に使用されていたとみられる。1938年、南東部の外輪円柱3本とエンタプラチュア、それに内陣壁の一部がフランス隊により復元された。

#### マッサリア人の宝庫

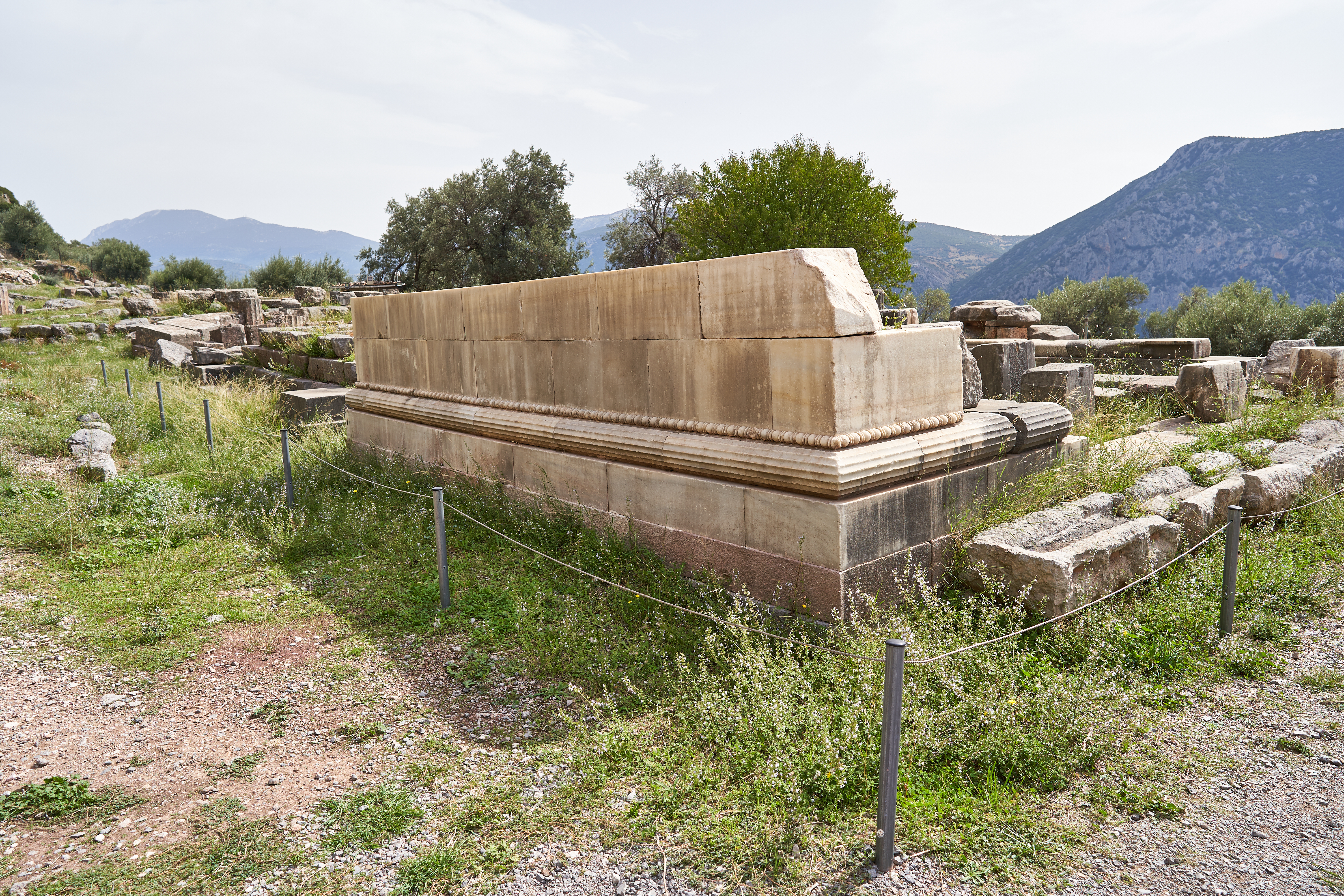
マッサリア人の宝庫の大理石の壁面部

隣接する2つの宝庫ののうち東側にある遺構は、紀元前6世紀後半（前530年-510年ごろ）に植民地マッサリア（マルセイユ）より奉献された宝庫で、大きさは6.14×8.50メートル。高さは7.8メートルと推定される。石灰岩による基部とパロス島産大理石で構築されたイオニア式宝庫で、二柱式（イン・アンティス）の正面（ファサード）の柱頭はアイオリス式であった。

#### ドーリス式宝庫
紀元前5世紀前半（前480-470年ごろ）のペルシア戦争直後に奉献された宝庫で、基部のみが残存する。パロス島大理石により構築され、二柱式の正面にドーリス式円柱を備えていた。
デルポイ人のトロパイオン
マッサリア人の宝庫とドーリス式宝庫との間にある遺構は、デルポイ人がペルシア軍の侵襲を阻んだ際、ゼウスやアポローンに感謝して奉納したトロパイオンの台座といわれる。

## 沿革
デルポイの地域では、新石器時代（紀元前4000年）のヒトの痕跡が発見されている。デルポイの集落は、紀元前2千年紀中ごろ（ミュケーナイ時代初期〈紀元前1450年〉）に形成され、紀元前12世紀のミュケーナイ時代末期に消失するが、紀元前11世紀後半に新たな集落が形成され始め、紀元前10世紀ごろには復興したとみられる。アポローンの神域からは、紀元前8世紀初頭の奉納物が発見されており、その時代までに、神域がすでに存在したことが推定される。
デルポイの神域は、紀元前8世紀のうちに全ギリシアの聖域として認知されるようになる。紀元前8世紀に始まるギリシアの大植民時代に伴い、進出に際してデルポイの神託を伺うようになると、紀元前7世紀にかけて、デルポイはオリュムピアの神域と並ぶ国際的神域へと発展していった。

### 隣保同盟
紀元前7世紀ないし紀元前6世紀初頭の第一次神聖戦争（紀元前595-586年）でキッラ港を支配するクリッサに勝利した際、アポローンの神域を包括的に管理する宗教同盟、アムピュクテュオネイア (Amphiktyoneia、アンフィクティオニア〈隣保同盟〉) が結成された。アムピュクテュオネイアの評議会は、年2回（春・秋）の会期に、周辺の12の部族（都市）より投票権各2票となる24人が評議員としてデルポイの聖域に派遣された。評議会はデルポイ人の祭司や役人を任命するとともに、アポローンの聖域の運営および財政を管理した。

### ピューティア祭
ピュートー（デルポイ）で開催されるピューティア祭は、もともとピュートーンを退治したアポローン（アポローン・ピューティオス）を祝し、アポローンへの讃歌を競演する音楽祭で、8年に1度の催しであったが、隣保同盟の確立後、クリッサに対する戦勝に伴う紀元前586年もしくは紀元前582年より、オリュムピア競技と同様の運動競技や演劇の競演も加えて、4年ごとに開催される大祭になった。そうして再編されたピューティア祭は、ギリシアの四大競技大会のなかでも、第1のオリュムピア祭と2年違いに開催される第2の祭典に発展し、後に戦車競走も神域下方のクリッサ平野で開かれた。優勝者には、アポローンにちなむテンペ渓谷のゲッケイジュからの月桂冠が贈られた。

### ペルシア人の侵攻
ペルシア戦争（紀元前499-449年）時、紀元前480年にクセルクセース（在位紀元前486-465年）率いるペルシア軍がデルポイに向けて侵攻した。しかしヘーロドトスによれば、ペルシア軍がアテーナー・プロナイア付近まで来た際、雷が落ちるとともに、パイドリアデスの岩山が崩れて頭上に落下したことで、ペルシア人を撃退したものとされる。

### ポーキス人の占領
紀元前448年、ポーキス人がデルポイを占領したことから、領有権を巡る第二次神聖戦争（紀元前448-421年）が勃発した。ポーキス人を支持するアテーナイ（デーロス同盟）とスパルタ（ペロポネーソス同盟）との戦いにより、紀元前446年に一時ポーキス人は神域の管理権を失うも、紀元前421年までポーキス人が聖域を支配した。
紀元前356年、アムピュクテュオネイアに反発したポーキス人がデルポイを占領したことで、第三次神聖戦争（紀元前356-346年）が再び勃発した。この戦争はマケドニアのピリッポス2世（フィリッポス、在位紀元前359-336年）の介入により、ポーキス人が降伏したことで終結し、ピリッポス2世はデルポイのアムピュクテュオネイアの主導権を獲得した。そしてピリッポス2世のもと台頭したマケドニアは、カイローネイアの戦い（紀元前338年）でギリシアを征服した。

### ガリア人の侵攻
アルプス山脈の北のガリア人が、紀元前279年、ドナウ川の流域からバルカン半島を南下してデルポイに侵攻した。しかし翌紀元前278年にかけての雪嵐にとどまるガリア軍に対して、デルポイの防衛に駆けつけたアイトーリア軍（アイトーリア同盟）が襲撃を阻止した。これによりアイトーリア人は、デルポイのアムピュクテュオネイアの一大勢力となり、デルポイの神域の救済を記念する「ソテリア祭」を創設した。以降、紀元前189年にアイトーリア同盟都市がローマの支配に置かれるまでデルポイの聖域を支配した。

### ローマの支配
紀元前168年、ローマの将軍パウルスにより、デルポイはローマ人の支配下となった。その後、第一次ミトリダテス戦争（紀元前88-85年）の際、紀元前86年に将軍スラ（スッラ）が軍資金のためとしてデルポイの聖域の貴金属をすべて奪い去った。また、紀元前83年にトラーキアの異民族マイダイア人 (Maedoi〈英: Maedi〉) が聖域を奪い、神殿に放火した。紀元後67年には、ローマ皇帝ネロ（在位54-68年）がピューティア祭に参加した際、神域の青銅像およそ500体を略奪した。
一方、初代皇帝アウグストゥス（在位紀元前27-後14年）はデルポイのアムピュクテュオネイアを再編し、また、ドミティアヌス（在位81-96年）は、84年にアポローン神殿を修復したことが碑文により知られる。ハドリアヌス（在位117-138年）は、125年と129年にデルポイを訪れ、神域の維持・復興を奨励した。2度目の訪問の際には寵臣アンティノウスを伴ったが、その翌130年の死を忍びアンティノウス像が建立された。
パウサニアースは、紀元後2世紀後半（170年ごろ）のデルポイを詳細に記録しているが、プルタルコスがデルポイの神託の衰退を嘆いたように、もはや神託に重要な判断を仰ぐことはなかった。330年ごろ、コンスタンティヌス1世は、新都コンスタンティノポリスの装飾のために、聖域から数多くの記念物や奉納物を運び去った。362年、背教者ユリアヌスは、神託を復興する方法を仰ごうとデルポイに使者を送ったが、神託は終焉を予告したといわれ、異教復興の企ても短命に終わった。デルポイの神域は、その後もしばらく存続したが、キリスト教の国教化を推進したテオドシウス1世（在位379-395年）が392年に発令した異教徒禁止令により、全ての異教が禁止されたことで閉鎖された。

### 再発見
神域の終幕の後、デルポイはキリスト教による主教管区（英: Episcopal see）になったが、6-7世紀には放棄された。そして完全に忘れ去られていたデルポイを訪れた最初の記録は、1436年3月、イタリアの商人で古典学者のアンコーナのキュリアクスのもので、6日間滞在し、デルポイのスタディオンや劇場、それにアルゴス人の半円形のエクセドラの遺構をアポローン神殿として記したほか、碑文や像についても記録している。そして1676年、フランスのヤコブ・スポンとイギリスのジョージ・ウェラーにより再び発見され、以後、旅行者らが訪れるようになる。

### 発掘調査

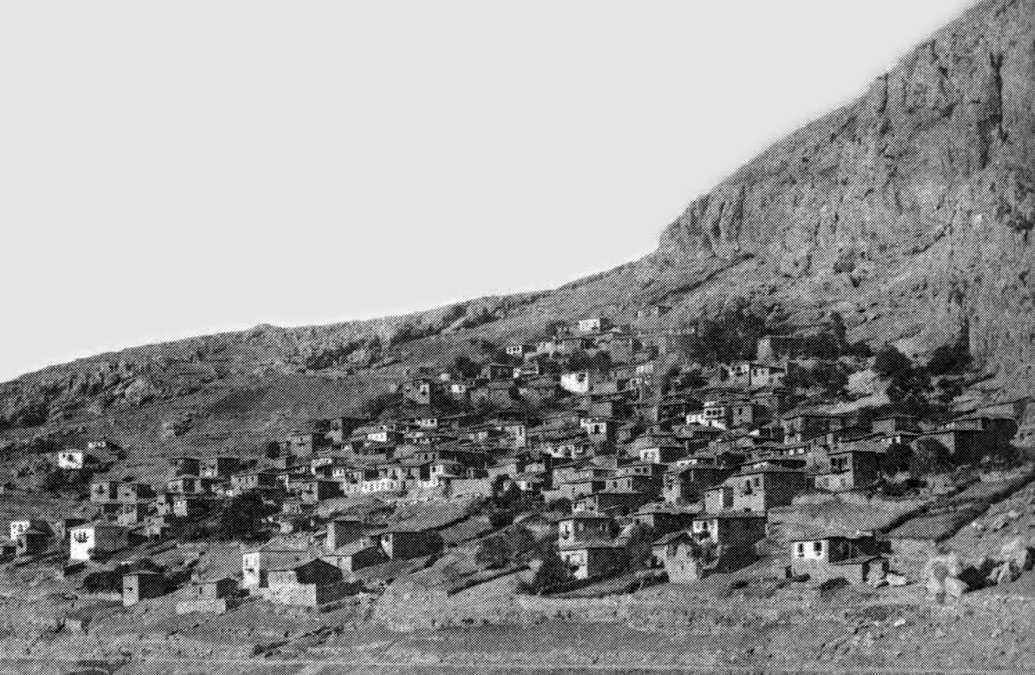
発掘前のカストリの村

デルポイの神域は、地震で崩壊して土砂に埋もれ、その上に形成されたカストリの村が覆っていた。そのデルポイの考古調査の試みは、1840年にドイツのミュラーとクルティウスが部分的に着手したことに始まる。次いで1861年に、ギリシア考古学協会（アテネ考古学協会）が発掘調査に乗り出し、1878年には、1870年の地震により埋もれていたカスタリアの泉を発掘した。なお、1957年にもう1つの泉が発見され、1959年より知られるようなる。
デルポイの聖域全般の発掘は、1880年にアテネ・フランス学院のベルナール・オスーリエによる予備調査がなされた後、地震に見舞われた遺跡上にあるカストリの村落を、1891年にフランスが西側に移転させる資金援助を約束したことで、デルポイの発掘権を得た。
1892年より、フランスは現在の西のデルフィの集落に住民を何とか移動させるとともに、大量の土砂を取り除き、1903年にかけて大規模な発掘を行った。その間、1898-1902年には、ギュムナシオンからアテーナー・プロナイアの神域など下方の遺跡群の発掘を実施した。こうした大発掘事業により約3000におよぶ貴重な碑文を始め壮大なデルポイの考古遺跡群が発見された。そして今日、ギリシア考古学局とアテネ・フランス学院を主体に、デルポイの調査・発掘および保全が継続されている。

## 考古学博物館

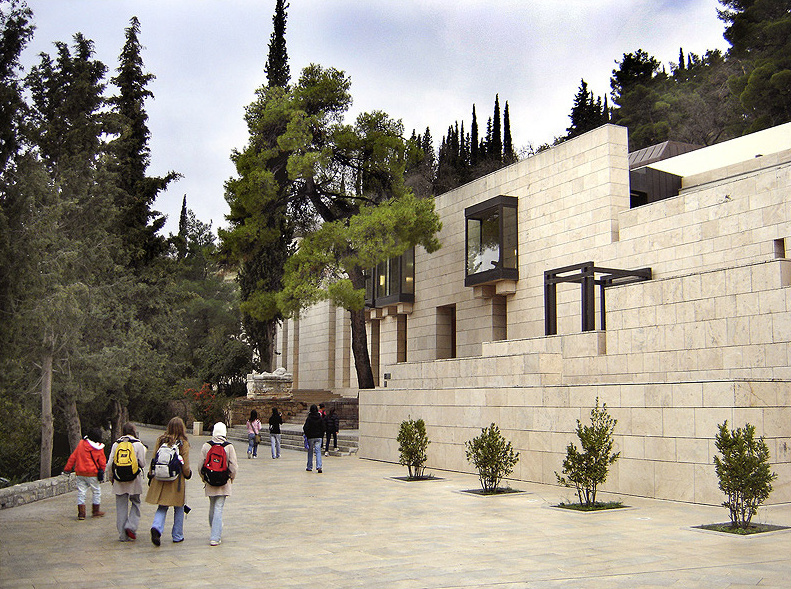
デルフィ考古学博物館

博物館には、ヘレニズム時代の「オンパロス」の複製、アテーナイ人の宝庫の西北で発見された「クレオビスとビトーン」のクーロス、高さ11.5メートルのイオニア式円柱上にあった「ナクソスのスピンクス」、宝庫のメトープとフリーズなどの浮き彫りや女像柱（カリアティード）の一部、アテーナイの宝庫の外壁に刻まれていた「デルポイのアポローン讃歌」の断片、「デルポイの踊り子」群像、大理石の「アンティノウス像」などの彫像、「デルポイの御者」の青銅像、ハロースの聖道下の埋蔵場所より発見された「デルポイのクリュセレファンティノス」（黄金象牙像）や「銀板の牡牛」のほか、神酒を注ぐ (libation) アポローンを描いた「アポローンのキュリクス」など数多くの遺物が収蔵・展示される。

## アクセス
- アテネよりバスでおよそ3時間[8]。

## 世界遺産
1987年、UNESCOの世界遺産リストに登録された。その年、諮問機関であるICOMOSも登録を勧告しており、勧告通りに第11回世界遺産委員会で登録が認められた。

### 登録基準
この世界遺産は世界遺産登録基準のうち、以下の条件を満たし、登録された（以下の基準は世界遺産センター公表の登録基準からの翻訳、引用である）。
- (1) 人類の創造的才能を表現する傑作。
- (2) ある期間を通じてまたはある文化圏において、建築、技術、記念碑的芸術、都市計画、景観デザインの発展に関し、人類の価値の重要な交流を示すもの。
- (3) 現存するまたは消滅した文化的伝統または文明の、唯一のまたは少なくとも稀な証拠。
- (4) 人類の歴史上重要な時代を例証する建築様式、建築物群、技術の集積または景観の優れた例。
- (6) 顕著で普遍的な意義を有する出来事、現存する伝統、思想、信仰または芸術的、文学的作品と直接にまたは明白に関連するもの（この基準は他の基準と組み合わせて用いるのが望ましいと世界遺産委員会は考えている）。